# Gare de Vichy
La gare de Vichy est une gare ferroviaire française de la ligne de Saint-Germain-des-Fossés à Darsac, située dans la ville de Vichy, dans le sud-est du département de l'Allier dans la région Auvergne-Rhône-Alpes. Mise en service en 1862 pour les cures thermales de Napoléon III, elle est modernisée en 1977, puis de nouveau entre 2007 et 2009, retrouvant alors une grande partie de son aspect extérieur d'origine.
Propriété de l'État et gérée par SNCF Gares & Connexions, cette gare d'intérêt national est desservie par des trains Intercités et TER Auvergne-Rhône-Alpes et un TER Bourgogne-Franche-Comté.
Elle est la deuxième gare la plus fréquentée, après celle de Clermont-Ferrand, de l'ancienne région Auvergne avec près de  1,5 million de voyageurs estimés en 2023. 

## Situation

### Situation ferroviaire
La gare de Vichy est située au point kilométrique (PK) 364,929 de la ligne de Saint-Germain-des-Fossés à Darsac et constitue l'origine de deux autres lignes : celle de Vichy à Riom, utilisée pour les trafics voyageurs (dont la relation de Paris à Clermont-Ferrand) et fret (continuité de l'électrification mise en service en 1990), et celle de Vichy à Cusset utilisée uniquement pour certains trains de marchandises desservant à Cusset un dépôt de carburant et la carrière des Malavaux.

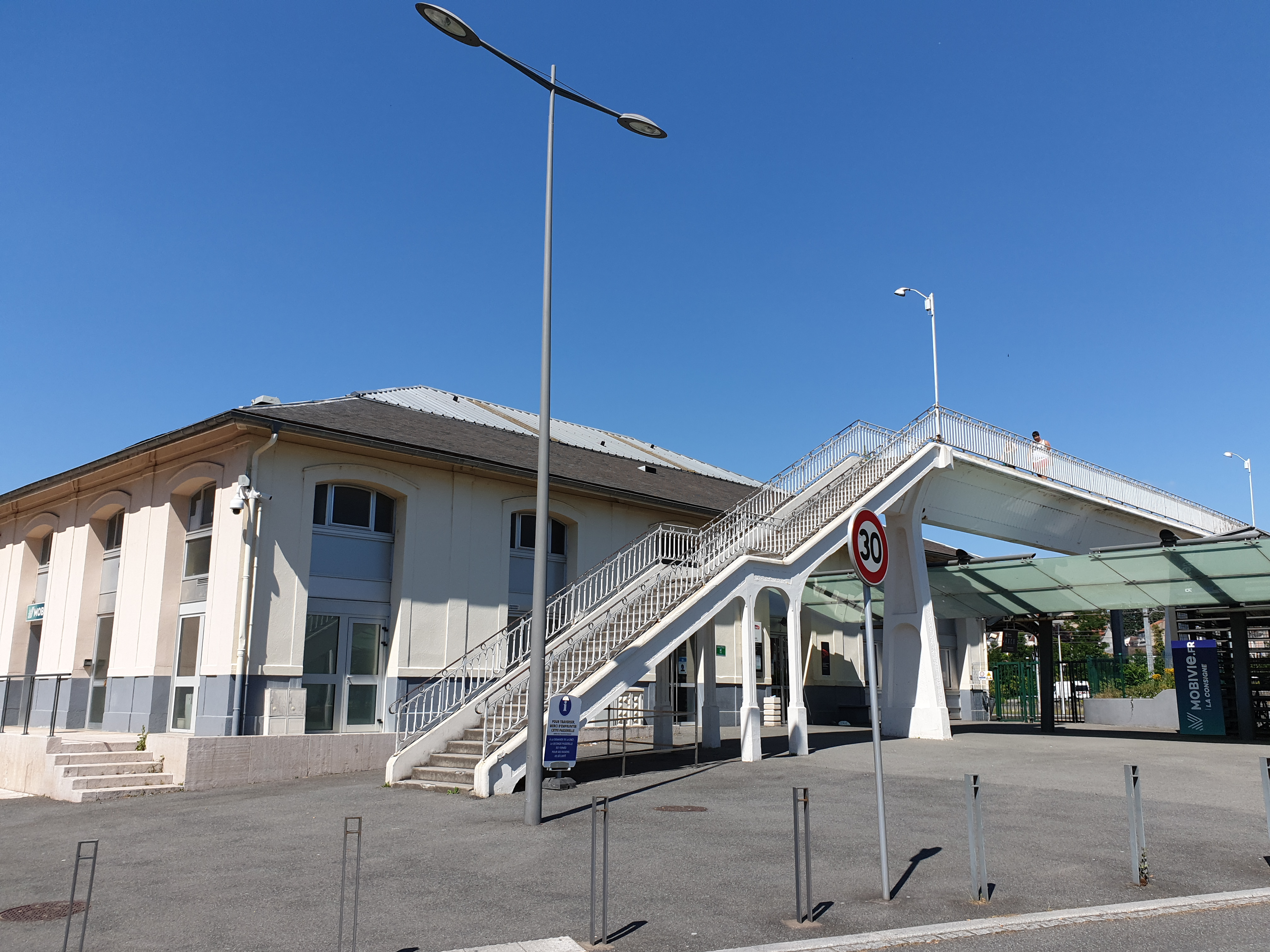
Passerelle centrale, côté Ouest.

Jusque dans les années 1920, la gare était délimitée par deux passages à niveau (PN) de la ligne de Saint-Germain à Darsac. Au nord, le PN no 8 a laissé place en 1928 au pont-route de l'avenue de Gramont. Au sud, le PN no 9, qui coupait la rue du Maréchal-Joffre et qui a été remplacé par une passerelle en acier, reliait le sud de l'actuelle gare routière au boulevard de l'Hôpital. Cette dernière, à la suite d'une importante corrosion, est fermée depuis fin 2019.
Le PN no 10, en sortie sud de la gare, à la bifurcation des lignes de Darsac et de Riom, est supprimé et remplacé par un pont à tablier en béton armé, le pont Voltaire, livré à la circulation routière en juin 1926.
Une autre passerelle, en béton armé, reliant par un escalier à l'ouest l'avenue des Célestins, entre le bâtiment voyageurs de la gare et la gare routière, et le boulevard de l'Hôpital à l'est, surplombe la gare (vue sur les voies et la gare routière).

### Situation géographique

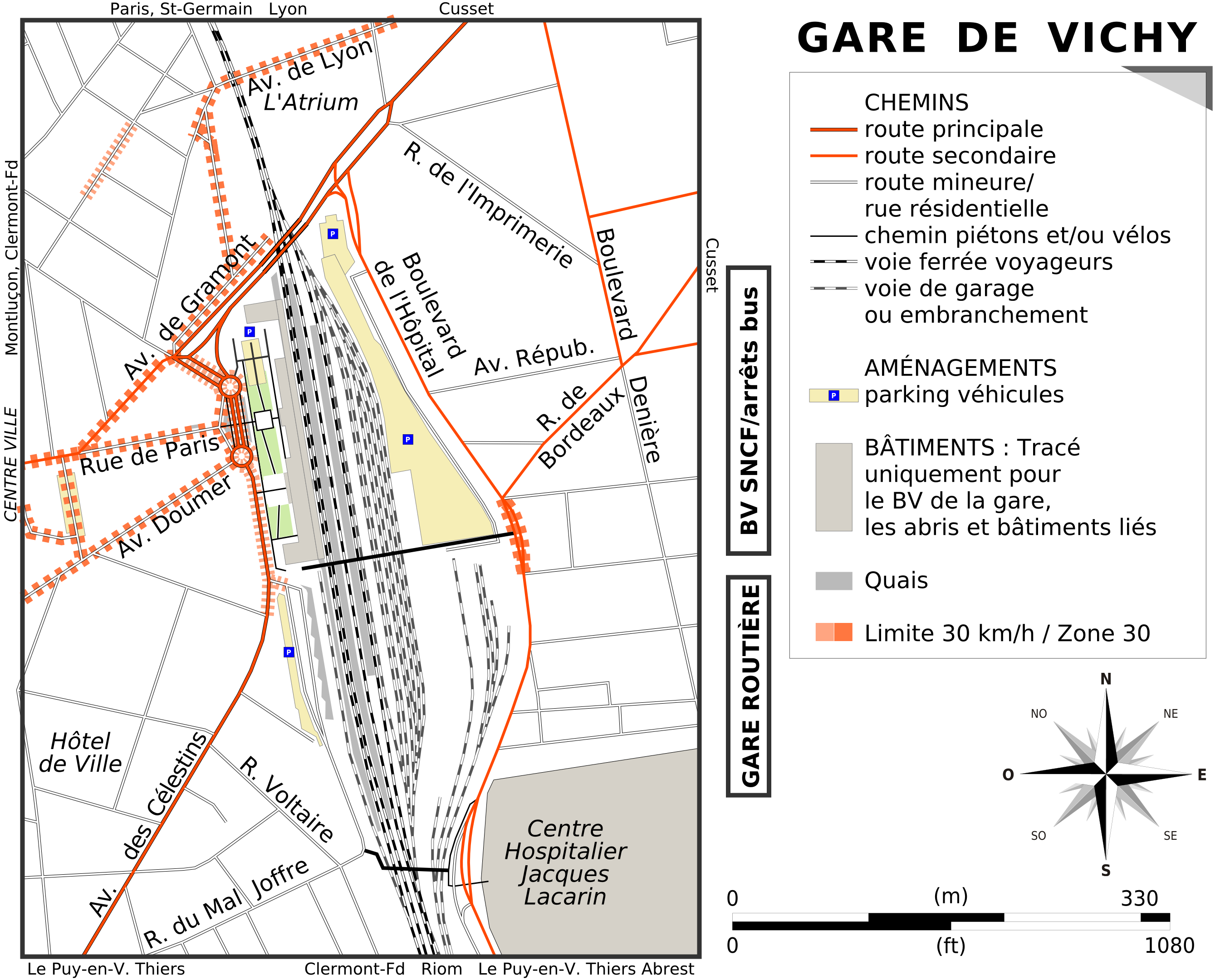
Carte de la gare et de ses abords dans leur dernière configuration après réaménagements.

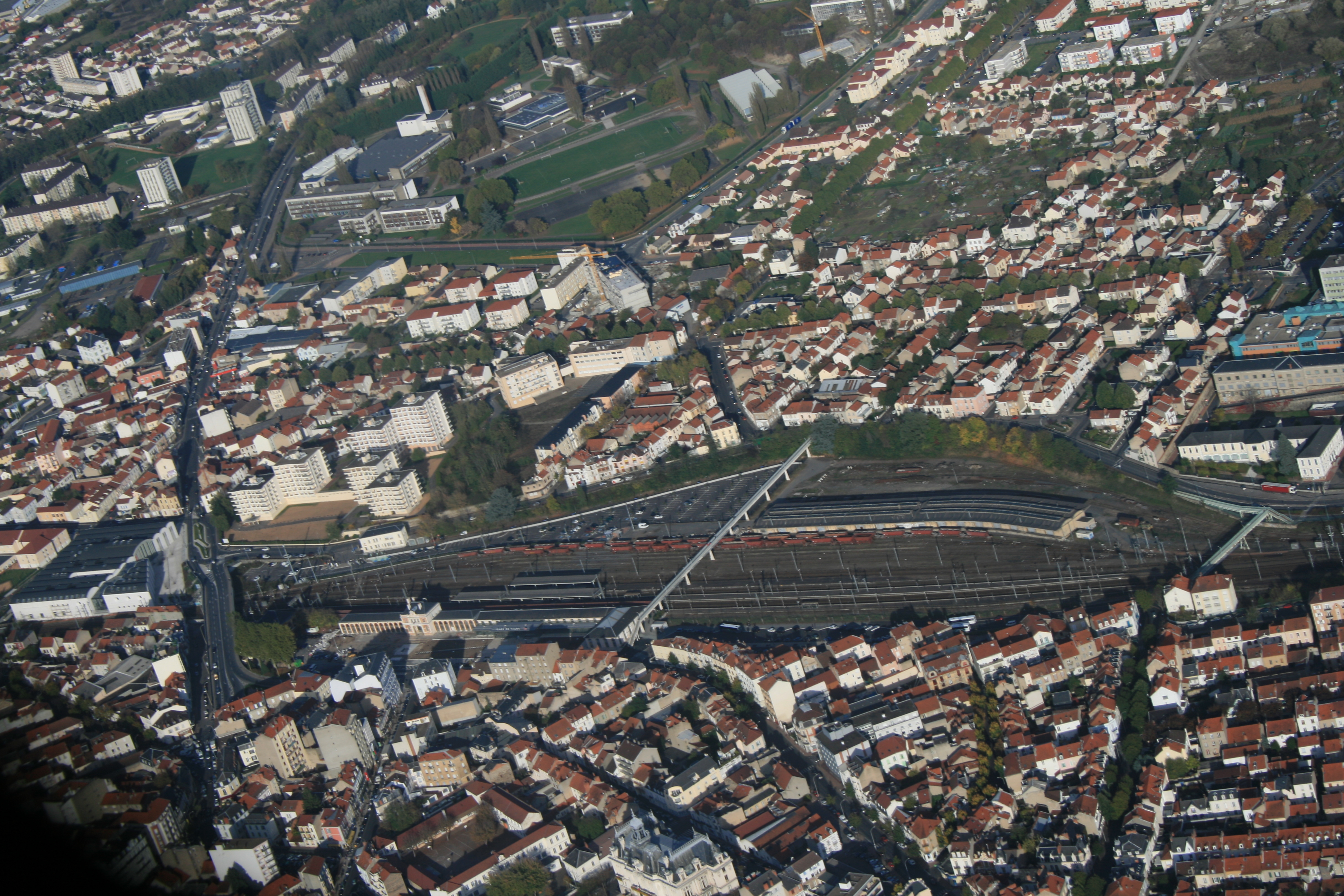
Vue aérienne du quartier de la gare le 26 octobre 2008.

D'un point de vue géographique, et « contrairement à de nombreuses villes françaises », la gare de Vichy est « une gare urbaine », « en bordure du centre-ville de Vichy et au centre de l'agglomération ».
Elle génère « très peu de coupures urbaines, permettant une intégration de la façade côté Cusset à l'agglomération et assure le lien entre les deux centres-villes », grâce à l'existence de trois ponts et passerelles, entre des quartiers à vocation résidentielle et certains équipements communaux, comme le centre hospitalier Jacques-Lacarin ou d'intérêt communautaire, comme le pôle d'activités tertiaires.
La gare est située à la limite entre les quartiers « Cœur de Ville – Jaurès – Victoria » (du centre-ville), à l'ouest du bâtiment voyageurs, et « Denière – Hôpital » à l'est (comprenant les emprises ferroviaires et les quais accessibles aux voyageurs). Elle est accessible par des voies de haute importance :
- vers le sud, l'avenue des Célestins (route classée dans la voirie départementale : D 326) aboutit au parc Kennedy et aux berges d'Allier (aucune direction locale n'est indiquée sur les panneaux menant à l'autoroute A89, à Thiers et au Puy-en-Velay) ;
- vers le sud-ouest, l'avenue du Président-Doumer donne la direction du parking de La Poste et de l'hôtel de ville. Accessible depuis le giratoire nord, dans le prolongement d'un passage piétons coupant les quatre voies parallèles, la rue de Paris permet d'accéder au centre-ville, en commençant à un ralentisseur où s'arrêtent les bus d'une ligne ;
- au nord-ouest, le boulevard Gambetta continue vers le marché couvert et l'autoroute menant à Clermont-Ferrand et à Montluçon ;
- au nord-est, l'avenue de Gramont, classée dans la voirie départementale (D 2209), mène à Roanne, Mâcon, Moulins, Cusset, au pôle d'activités tertiaires René-Bardet et au foyer des jeunes travailleurs.

## Histoire

### Influence de Napoléon III dans les années 1860

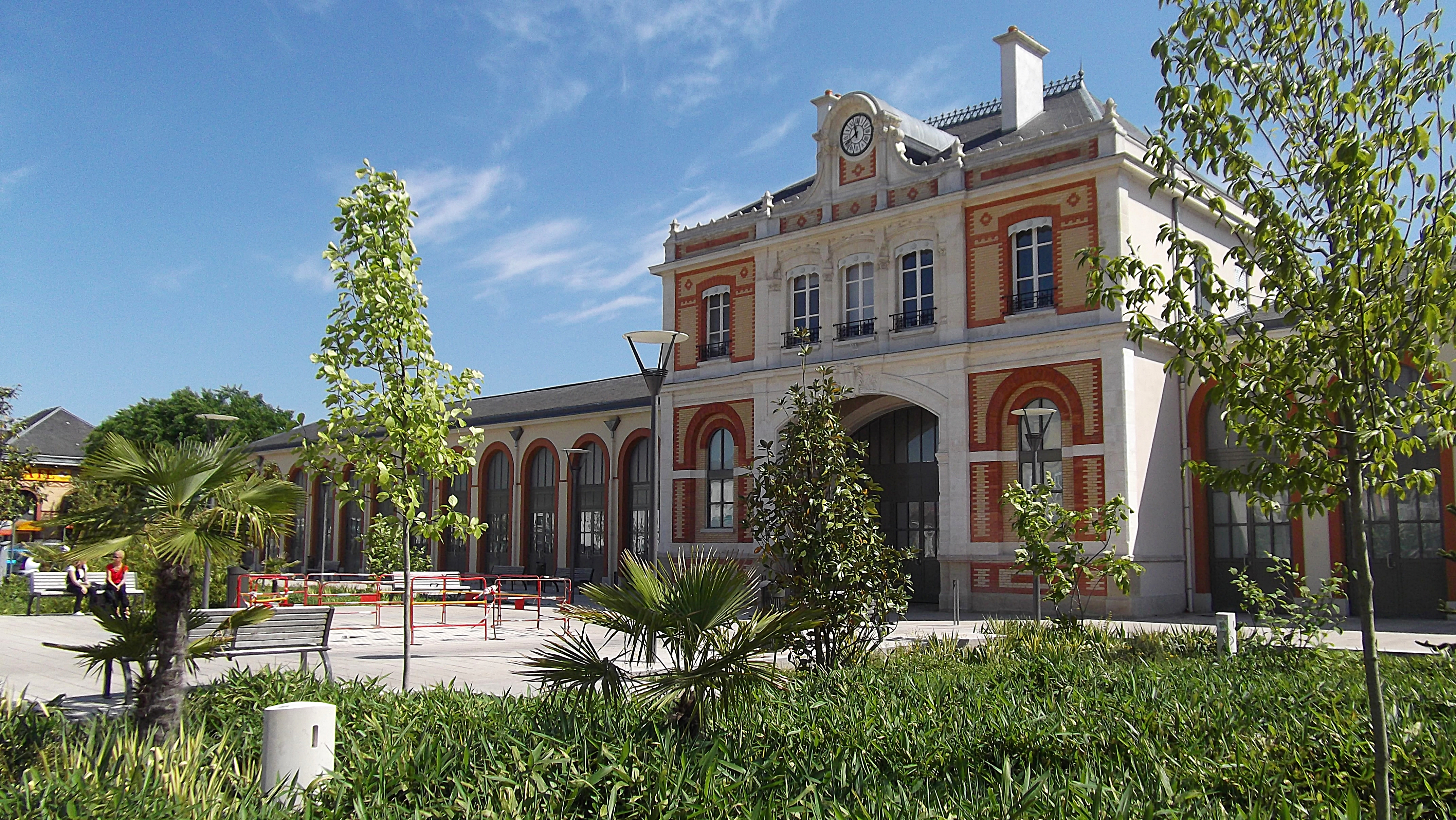
Bâtiment PLM en mai 2011.

Avant l'arrivée de Napoléon III, Vichy était à l'écart du chemin de fer car la ligne de Paris à Clermont-Ferrand passait par Bourges et Nevers et un rebroussement à Saint-Germain-des-Fossés était nécessaire. Lors de sa première cure le 4 juillet 1861, Napoléon III avait dû descendre du train à Saint-Germain-des-Fossés, au nord de Vichy. Les quelques kilomètres restants furent effectués par la route, en calèche. À la suite de cette première visite et avec la volonté de l'Empereur de développer Vichy comme station thermale, concurrente des grandes stations thermales européennes, les travaux de construction de l'antenne de Vichy ont été accélérés, pour une ouverture le 15 mai 1862. Les dix kilomètres de cette ligne étaient à voie unique : les voyageurs pouvaient arriver ou partir du même quai.
L'Empereur effectua sa deuxième cure le 11 juillet 1862, le jour même où la gare fut achevée par la compagnie Paris Lyon Méditerranée, les trois séjours suivants (1863, 1864 et 1866) ayant pu être effectués en train,. Paris et Vichy étaient alors reliées en huit heures. Le premier chef de gare fut Charles-Alexandre Gravier du Monsseaux (1827-1928).
L'emplacement de la gare était idéalement choisi avec un accès aisé à la ville et ses environs, de par sa structure et l'aspect des bâtiments affectés au service des voyageurs. Au nord de la gare, la voie ferrée coupait la route impériale à niveau tandis qu'une autre route passant au-dessous des voies permettait aux véhicules de grand gabarit d'éviter les barrières du passage à niveau. Avec la grande affluence en saison, il a fallu donner « une importance exceptionnelle » aux bâtiments, avec une circulation des trains plus active en saison.
La gare originale était composée de trois pavillons : le pavillon central, où au premier étage était logé le chef de gare, le pavillon de droite pour la salle d'attente et le pavillon de gauche pour les dépendances du service. Une salle annexe a été pensée, apportant un meilleur confort que la salle d'attente et pour répondre aux besoins de la haute société ; devant servir pour la « saison des eaux », elle est dénommée « salon d'été » avec vue sur la voie d'un côté et sur la cour de l'autre. L'ensemble de la gare a été construit d'après les projets et sous la direction de  Pierre-Dominique Bazaine, ingénieur des ponts et chaussées et de la compagnie des chemins de fer duisPLM pour les lignes du Bourbonnais. Le bâtiment voyageurs est dû à l'architecte parisien Denis Darcy, les sculptures d'ornement à M. Flandrin et les peintures d'art à Eugène Lacoste,.
Les dépenses s'élevaient à 258 000 francs pour une surface de 1 080 m2, comprenant le bâtiment des voyageurs et des bagages à l'arrivée, et des dépenses de décoration s'élevant à 22 650 francs.
Parallèlement, huit routes thermales ont été créées par un arrêté, dont trois se terminaient à la gare : no 2 partant de l'enclos Chaloing, no 3 allant au clos des Célestins et no 4 vers la rue de Nîmes.

### Sous la Troisième République

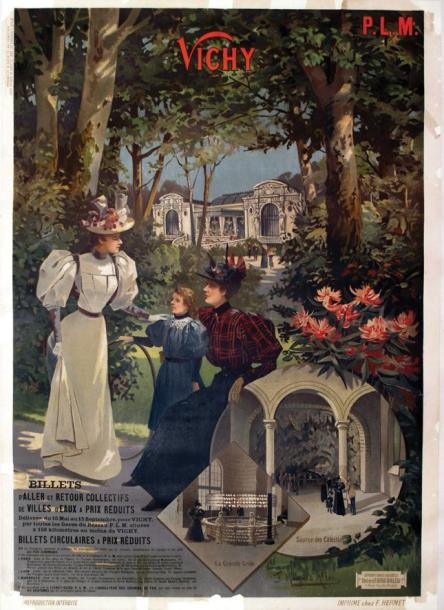
Affiche PLM de 1897 (Hugo d'Alesi).

Le PLM vante la station thermale de Vichy au moyen d'affiches, dont celle de 1897 par F. Hugo d'Alesi.
En 1874, il fallait huit heures pour relier la station thermale à la capitale à raison de quatre allers et retours par jour (un express de première classe circulait en 1871, à une vitesse maximale de 100 km/h en plaine), sept heures vers Lyon et vingt heures vers Marseille à raison d'un aller et deux retours. La durée est réduite à cinq heures vers Paris et trois heures vers Lyon dans les années 1920, avec des liaisons directes vers le reste de la France.
La ligne de Saint-Germain à Darsac est prolongée au sud, jusqu'à Saint-Yorre et Thiers, afin de développer les expéditions de  bouteilles de Saint-Yorre. 
En 1892 est installée et inaugurée sur le parvis de la gare la statue du Génie des eaux, œuvre de Mombur. En 1936, elle fut déplacée sur la route d'Abrest et en 1942, pendant la guerre, elle fut fondue en application de la loi du 11 novembre 1941.
En 1906, une marquise métallique à lanterneau vitré a été ajoutée pour « protéger les voyageurs qui attendent leur voiture », avec « quatre longues galeries perpendiculaires à la marquise extérieure pour l'accostement de la noria de voitures de place ».
En 1907, un train de luxe au départ de Paris est mis en service face à l'augmentation de l'activité thermale. Supprimé pendant la Première Guerre mondiale, il est rétabli en 1921, uniquement en été.
En 1912, une antenne vers Cusset est ouverte par la PLM mais elle ne n'exploitera que pour le trafic de marchandises (carrière de Malavaux), affermant le trafic voyageurs à la Société des Chemins de fer du Centre (CFC) qui venait deux ans plus tôt d'ouvrir une ligne à voie métrique entre Cusset et Lavoine (le « Tacot de la Montagne bourbonnaise »). Aussi quelques mois après l'ouverture de cette ligne Vichy-Cusset, une voie métrique est imbriquée dans la voie normale existante afin que les trains de la ligne de Cusset à Lavoine puissent arriver jusqu'à la station thermale. Mais cette voie métrique s'arrête alors 600 m au nord de la gare, dans une gare temporaire dénommée Vichy-Local ou embarcadère de la CFC, la PLM prétextant de futurs travaux à venir dans la gare de Vichy pour y prolonger la voie métrique jusqu'à celle-ci. Finalement, cela sera fait seulement en 1930. Cette voie métrique est déposée en 1950-1951 à la suite de la fin de l'exploitation du tacot en 1949.
Menés depuis 1921, après présentation du projet en 1911 par l'administration supérieure au PLM, les travaux d'agrandissement de la gare — déclarés d'utilité publique par un décret du 8 novembre 1921 — répondent à une augmentation du trafic voyageurs et marchandises : acquisition de terrains en bordure des emprises ferroviaires, abaissement du sol au niveau de la plate-forme des voies, remaniement des installations existantes, création d'une station de lavage et d'un faisceau de remisage.
Un pont situé à l'extrémité nord de la gare de Vichy est construit en 1928 pour remplacer le passage à niveau no 8 fluidifiant et sécurisant l'une des principales voies routières entre Vichy et la ville voisine de Cusset et qui est nommée avenue de Gramont en 1937. Le pont est surélevé et élargi en 1988 à la suite des travaux d'électrification de la ligne ferroviaire.

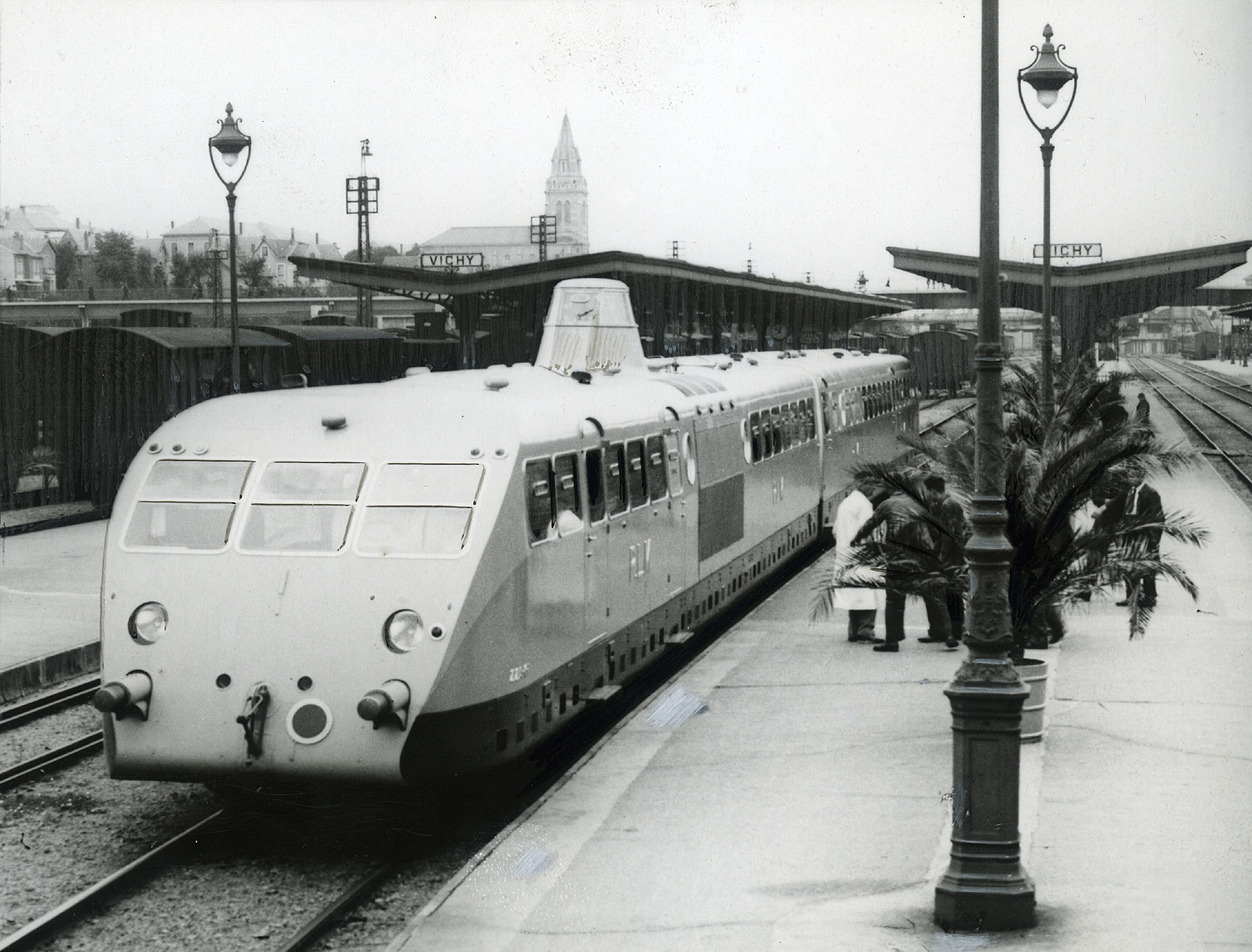
Autorail Bugatti en 1934.

Une relation Pullman Londres-Vichy est inaugurée en 1927 pour faciliter la venue de curistes britanniques durant la saison thermale. Ce train de luxe, numéroté P 51/P 52, fonctionnait du 15 juin au 15 septembre entre la gare de Boulogne-Maritime et celle de Vichy, jusqu'en 1930.
Pendant longtemps, la situation de la gare, alors en cul-de-sac, est devenue « préoccupante et très critiquée ». Une seconde voie sur la ligne de Saint-Germain à Darsac fut construite en 1924. Le projet d'une ligne nouvelle reliant Vichy à Riom par Randan, promulgué par une loi de 1906, a été retardé par la crise économique.
Le 1er juillet 1931, l'itinéraire de Paris à Clermont-Ferrand par Vichy peut être emprunté de bout en bout grâce à l'ouverture de cette ligne et l'achèvement en 1924 du viaduc d'Abrest franchissant l'Allier à 4 km au sud de la gare. Le PLM en profite pour lancer une liaison vers Marseille. En outre, l'ouverture de cette ligne « va servir à canaliser les express diurnes Paris – Nîmes et Lyon – Clermont » desservant Vichy (mais le Paris – Nîmes de nuit continue à passer par Gannat avec un franchissement de l'Allier à Saint-Germain-des-Fossés). Depuis 1934, Paris et Vichy sont reliées en quatre heures grâce à une relation entre Paris et Clermont-Ferrand assurée en autorail Bugatti avec des arrêts intermédiaires à Montargis, Nevers, Moulins-sur-Allier et Saint-Germain-des-Fossés ainsi qu'à Riom, du lundi au samedi, que le PLM vante l'année suivante avec une durée de 3 h 49, contre six heures en train à vapeur.
La mise en place des congés payés en 1936 permet l'étoffement de la desserte ferroviaire, avec, en été, une relation directe au départ du Mans via Tours, Vierzon et Saincaize, la mise en place d'un Paris – Vichy les samedis après-midi, ainsi qu'un Vichy – Lyon – Vintimille.

### La gare et son exploitation à l'avènement de la SNCF

#### Hégémonie des relations ferroviaires
En 1938, la gestion des gares est confiée à la SNCF nouvellement créée. La radiale Paris – Clermont – Nîmes est gérée par la région Sud-Est. Cinq trains de jour circulent entre Paris et Clermont-Ferrand via Moret ou Malesherbes et Vichy, plus un train la nuit au départ de Paris. Le temps de parcours est abaissé à 3 h 40, mais s'est vite dégradé à cause de la Seconde Guerre mondiale (6 h 47 en 1941). L'existence d'une gare à Vichy avec une ligne ferroviaire menant directement à Paris fut un des facteurs qui amenèrent le gouvernement du maréchal Pétain à choisir la ville comme lieu d'installation en zone non occupée. En 1941, des trains au départ de Vichy acheminaient les personnalités du gouvernement ; en avril 1944, un train pour Nice circule la nuit via Lyon et Saint-Étienne « pour les déplacements des membres du gouvernement en exil ».
Au lendemain de la Seconde Guerre mondiale, de nombreux trains desservant, ou ayant pour origine ou terminus Vichy, vont doper le trafic ferroviaire. En été 1946, un train trihebdomadaire est lancé entre Metz et Vichy via Nancy, Dijon, Paray-le-Monial et Moulins, « à l'intention des curistes ». L'année suivante, des mouvements temporaires apparaissent en complément des trains de nuit Paris – Nîmes et Paris – Béziers dont l'origine est déplacée de Paris-Austerlitz à Paris-Lyon, dont le « Thermal Express » avec wagon-restaurant au départ de la gare d'Austerlitz via Vierzon, un Vichy – Bordeaux par Clermont, Ussel et Brive, et même un trihebdomadaire Saint-Germain-des-Fossés – Marseille comprenant des voitures Le Croisic – Vichy.
En 1948, l'autorail Bugatti effectue la liaison Paris – Clermont-Ferrand en 4 h 22 plus un Vichy – Besançon via Moulins et Dijon et un Saint-Germain-des-Fossés – Marseille par Vichy, Clermont et Nîmes.
Un train de nuit, le Riviera – Vichy, comportant des tranches pour Marseille, Cerbère et Port-Vendres-Quais, transitant par la ligne des Cévennes, circule en été 1950. Une rame Nice – Vichy est conduite à l'été 1959 sur cette même relation. En 1956, l'aller-retour Paris – Clermont, baptisé « Bourbonnais » et assuré par des RGP 1 atteignent sans dépasser 130 km/h, réduisant le temps de parcours à 3 h 21 depuis Paris. Le Cévenol, prolongeant la relation au sud de Clermont-Ferrand, est même prolongé à Vichy en 1961 et 1962.
Dans les années 1970, les relations Paris – Clermont-Ferrand, d'ores et déjà assurées avec les locomotives diesel CC 72000, sont accélérées par divers travaux de maintenance, dont le confortement du site au sud de la gare, et en 1976, la vitesse limite de cette relation est portée de 140 à 160 km/h. La gare reste d'arrêt général avec Saint-Germain-des-Fossés et Riom. Bourbonnais, Thermal et Arverne bénéficient, dès le changement d'horaires 1976, du nouveau matériel Corail et des locomotives CC 72000, avec quatre arrêts intermédiaires (Nevers, Moulins, Vichy et Riom).
Malheureusement, les relations nationales ayant pour terminus Vichy disparaissent. Le train Vichy – Bordeaux est supprimé en 1985, tandis que le Vichy – Marseille par la ligne des Cévennes, de jour comme de nuit, disparaît en 1988.

#### Exploitation depuis l'électrification

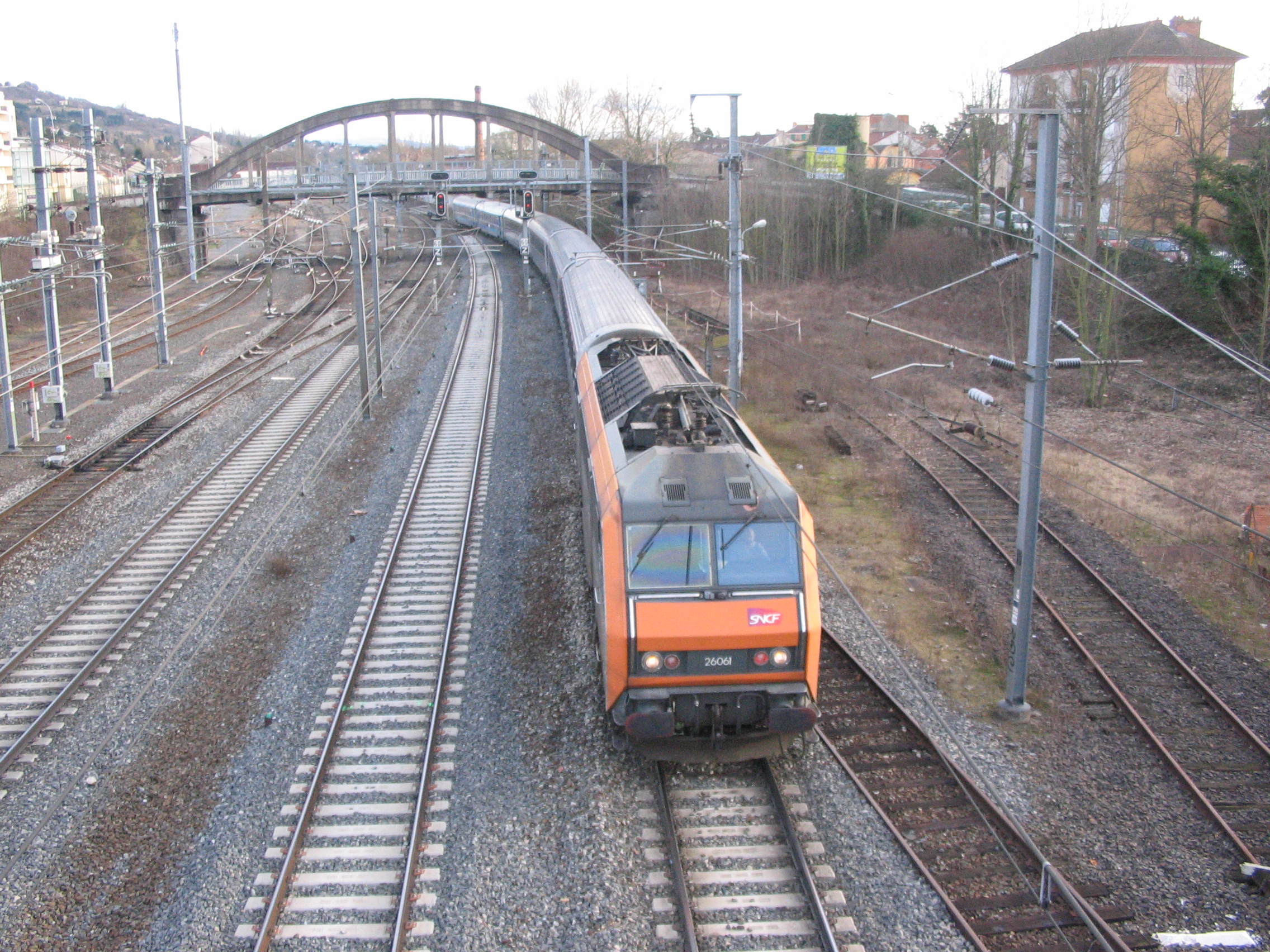
Une BB 26000 arrivant en gare de Vichy en 2014 ; en arrière-plan, le pont Voltaire.

Les lignes de Saint-Germain à Darsac au nord et de Vichy à Riom au sud ont été électrifiées en 25 kV 50 Hz au titre du projet d'électrification de la ligne de Paris à Clermont-Ferrand, avec mise en service des installations électriques le 22 mars 1990. Les BB 22200, puis les BB 26000, remplacent les CC 72000 sur la relation, mettant, dès le service d'été 1990, en moyenne 3 h 30 pour relier Paris à Clermont, avec arrêt systématique à Vichy (en trois heures environ).
En 1998, année où un train direct est mis en circulation, Vichy était reliée à Paris au moyen de sept trains directs, malgré la concurrence autoroutière et une fréquentation de seulement 370 000 voyageurs par an.
En 2003, les rames Corail Téoz apparaissent sur la relation de Paris à Clermont-Ferrand, avec réservation obligatoire. Il s'agit de la seule desserte grandes lignes de la gare, ne desservant « aucune autre grande ville de plus de 200 000 habitants ». La desserte vers Lyon (1 h 50) s'effectue en TER ; l'un de ces trains s'est substitué au Ventadour reliant Bordeaux à Lyon via Brive-la-Gaillarde et Clermont-Ferrand.
La capitale nationale est reliée en 2 h 50, offrant une meilleure compétitivité face à la route, et ce malgré l'arrivée de l'autoroute A719 améliorant la desserte de l'agglomération qui s'était rétractée dans la seconde partie du XXe siècle.

#### Relations avec la grande vitesse
Malgré le baptême dès le 19 mai 1984 de la rame TGV no 69 en gare de Vichy, en 2019, l'aire urbaine de la ville n'est toujours « pas reliée à la grande vitesse ferroviaire » et aucun TGV ne dessert la gare. Pourtant, un projet de ligne à grande vitesse reliant Paris à Clermont-Ferrand, la LGV Paris Orléans Clermont-Ferrand Lyon, permettrait le renforcement de la desserte, mais aussi de l'accessibilité et de l'image, notamment par des correspondances avec les principaux aéroports français et une éventuelle ouverture sur l'Europe.

### Modernisations de la gare

#### Première modernisation
Des travaux sont menés dans les années 1970, jusqu'en 1977[précision nécessaire] pour agrandir la façade par un bardage métallique bleu recouvrant l'ancienne marquise, prétextant la faible largeur du bâtiment (huit mètres) sur des plans de Jean-Paul Merlateau. Le plan de circulation autour de la gare a été modifié. Il existait alors plusieurs voies de circulation devant le parvis. Les véhicules stationnaient devant la gare et au sud, à proximité de la halle à marchandises, à l'emplacement de l'actuelle gare routière.
La gare routière était installée jusqu'en 1981 sur la place Charles-de-Gaulle. Après destruction des bâtiments, elle déménage vers l'école Fernand-Lafaye, puis à nouveau en 1994 au nord de la gare, pour permettre la poursuite des travaux de rénovation de la place Charles-de-Gaulle. Son emplacement, réduit, rendait difficiles les échanges de trafic avec la circulation automobile.

#### Un nouveau visage à la fin des années 2000
En 1999, le syndicat intercommunal des transports en commun et le district de l'agglomération vichyssoise avaient conduit une étude générale sur le site de la gare. De par sa forte fréquentation, le développement de l'intermodalité et l'amélioration de la connexion avec le centre-ville étaient nécessaires. Le conseil communautaire de Vichy Val d'Allier a accepté le 27 mars 2003, en association avec la SNCF, un protocole d'accord pour la création d'un pôle intermodal.
Le quartier de la gare a connu ses premières transformations en 2005 : c'est l'amorce des travaux du nouveau pôle d'échanges intermodal de la communauté d'agglomération de Vichy Val d'Allier et de la rénovation du bâtiment voyageurs consistant à retrouver l'aspect d'origine tel qu'il était sous Napoléon III. L'architecte-paysagiste désigné était Atelier Villes & Paysages.
Quatre maîtres d'ouvrage ont été impliqués dans ce chantier.
La communauté d'agglomération de Vichy Val d'Allier a réalisé les travaux de la gare routière, au sud du bâtiment voyageurs dès le 2e semestre 2007 sur le site de l'ancienne halle, préalablement démolie, du parvis et de sa mise en scène paysagère, ainsi que les parkings de courte et longue durée.
La ville de Vichy a procédé au réaménagement de la place de la Gare, notamment afin de « donner une place plus importante aux piétons » :
- le carrefour complexe a laissé place, en décembre 2007, à deux giratoires et quatre voies parallèles, dont les deux en extrémité sont des voies réservées aux bus, pour améliorer la qualité du service sur le réseau urbain. Les deux arrêts sont aménagés pour les personnes à mobilité réduite, par surélévation des trottoirs. Un passage piétons coupe les quatre voies parallèles situées entre les deux giratoires. Une cinquième voie, tenant du giratoire nord et débouchant sur la rue de Paris, est classée en zone 30. Le raccordement au giratoire sud est possible, mais avec un STOP à son débouché. Une partie de l'avenue des Célestins est rénovée entre la rue Neuve et le giratoire sud[33] ;
- un parvis est créé à la place des parkings, comprenant des espaces verts. Les accès piétons s'étendent du parking nord vers la fontaine puis l'entrée principale du bâtiment voyageurs (BV), puis du BV vers la gare routière. Une fontaine, alignée avec la rue de Paris, est aménagée devant une annexe du bâtiment voyageurs qui ne constitue pas l'entrée principale, occupée par des restaurants sur l'ancienne salle d'attente de première classe (le Pyl-Pyl de février 2012 à septembre 2016[Note 2], puis le 7 depuis le 28 septembre 2017[36]).

SNCF a rénové le bâtiment voyageurs. Il respecte les normes d'isolation thermique RT 2005 et phonique. Il est équipé en outre d'un ascenseur reliant le hall de la gare au passage souterrain. L'espace de vente est accessible à toutes les catégories de handicaps, conformément à la loi handicap du 11 février 2005.
Réseau ferré de France a procédé à la rénovation du passage souterrain reliant le bâtiment voyageurs aux voies et au parking longue durée, à la place d'emprises ferroviaires ; ce dernier a ouvert en juin 2007. Le passage souterrain ne débouche plus sur le premier quai, mais dans le hall.

Aperçu des réalisations de la modernisation de la gare à la fin des années 2000 (photos de 2014)
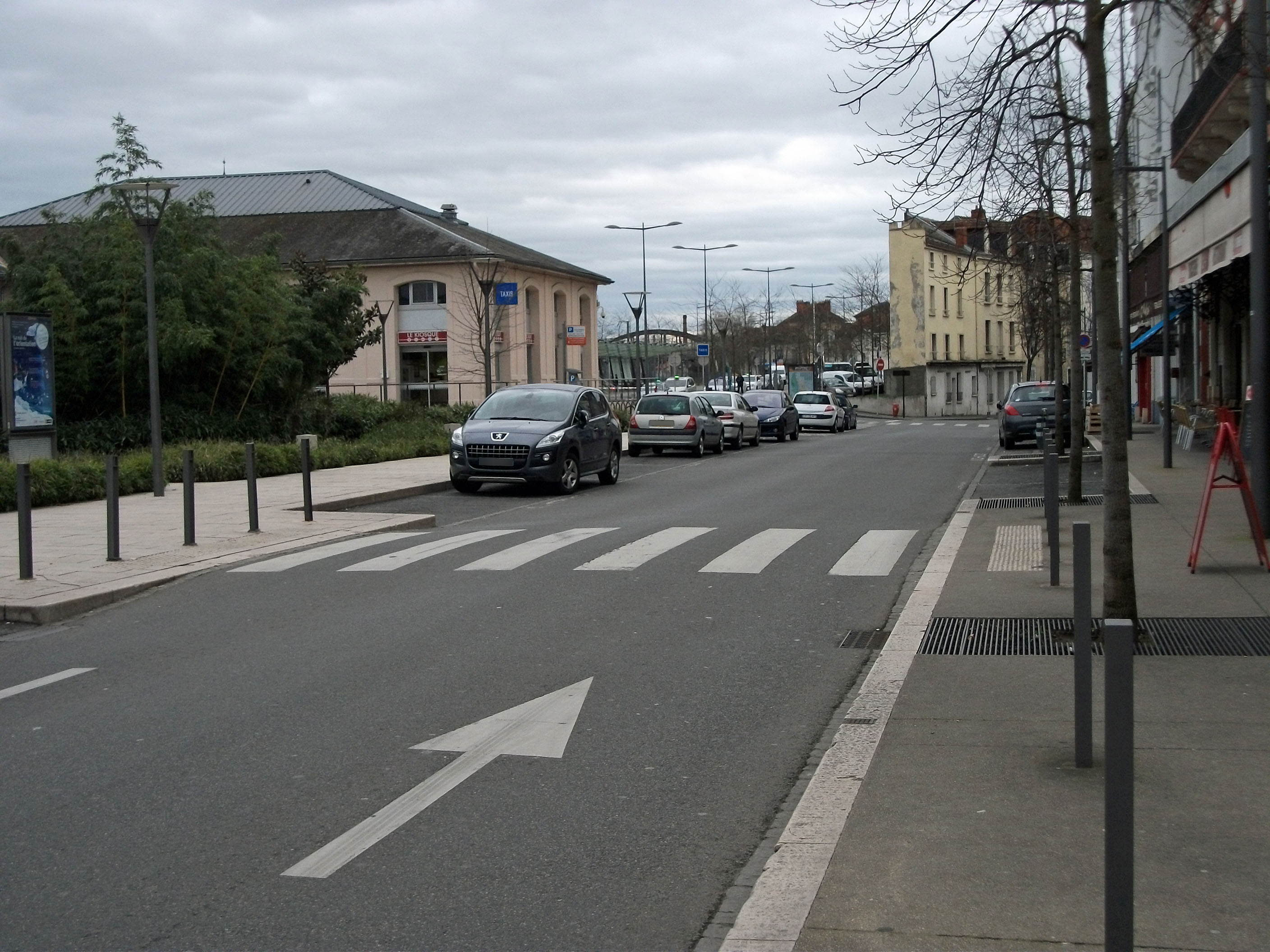
Avenue des Célestins en direction de Thiers.
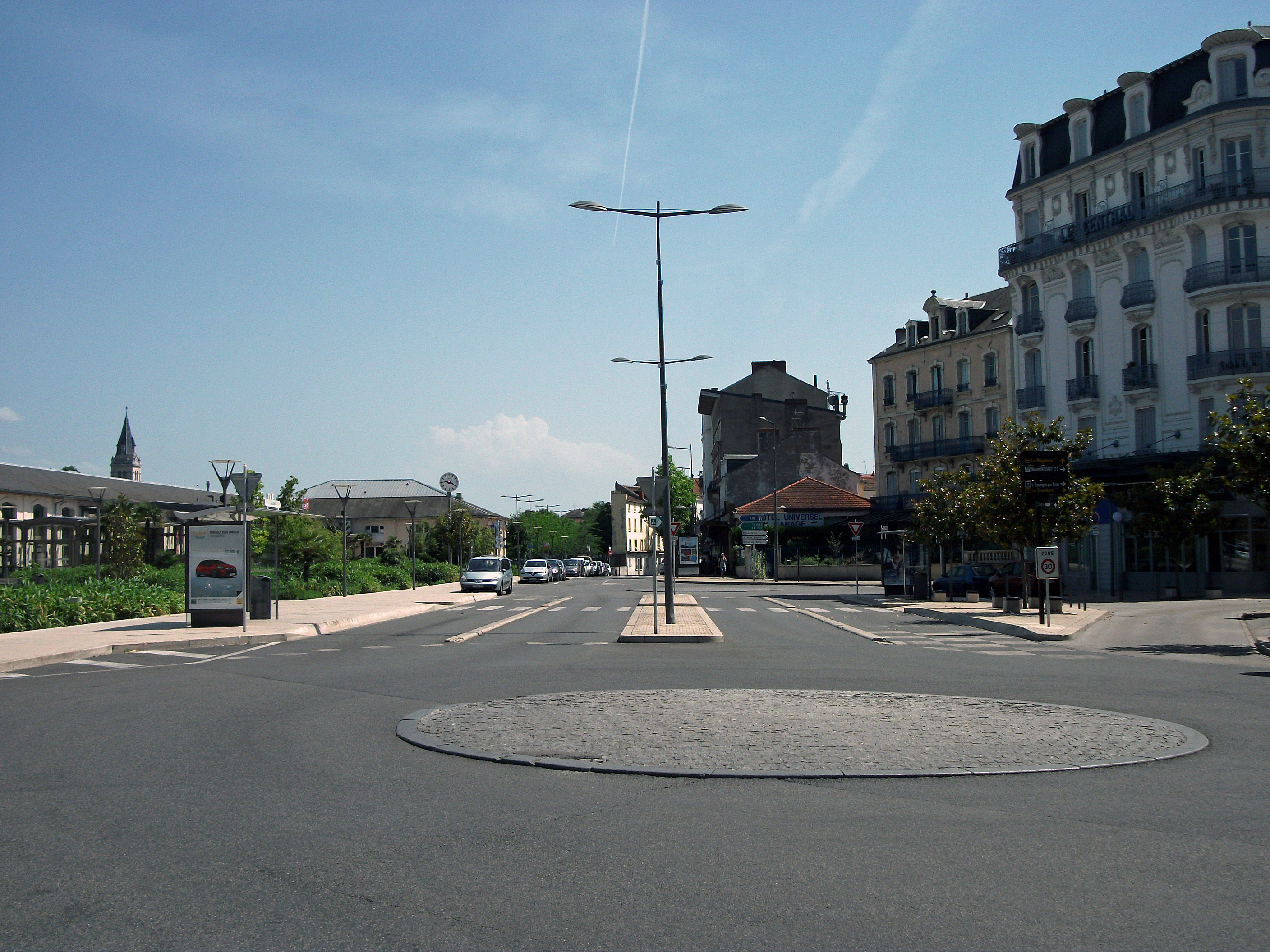
Les quatre voies parallèles entre les deux giratoires.
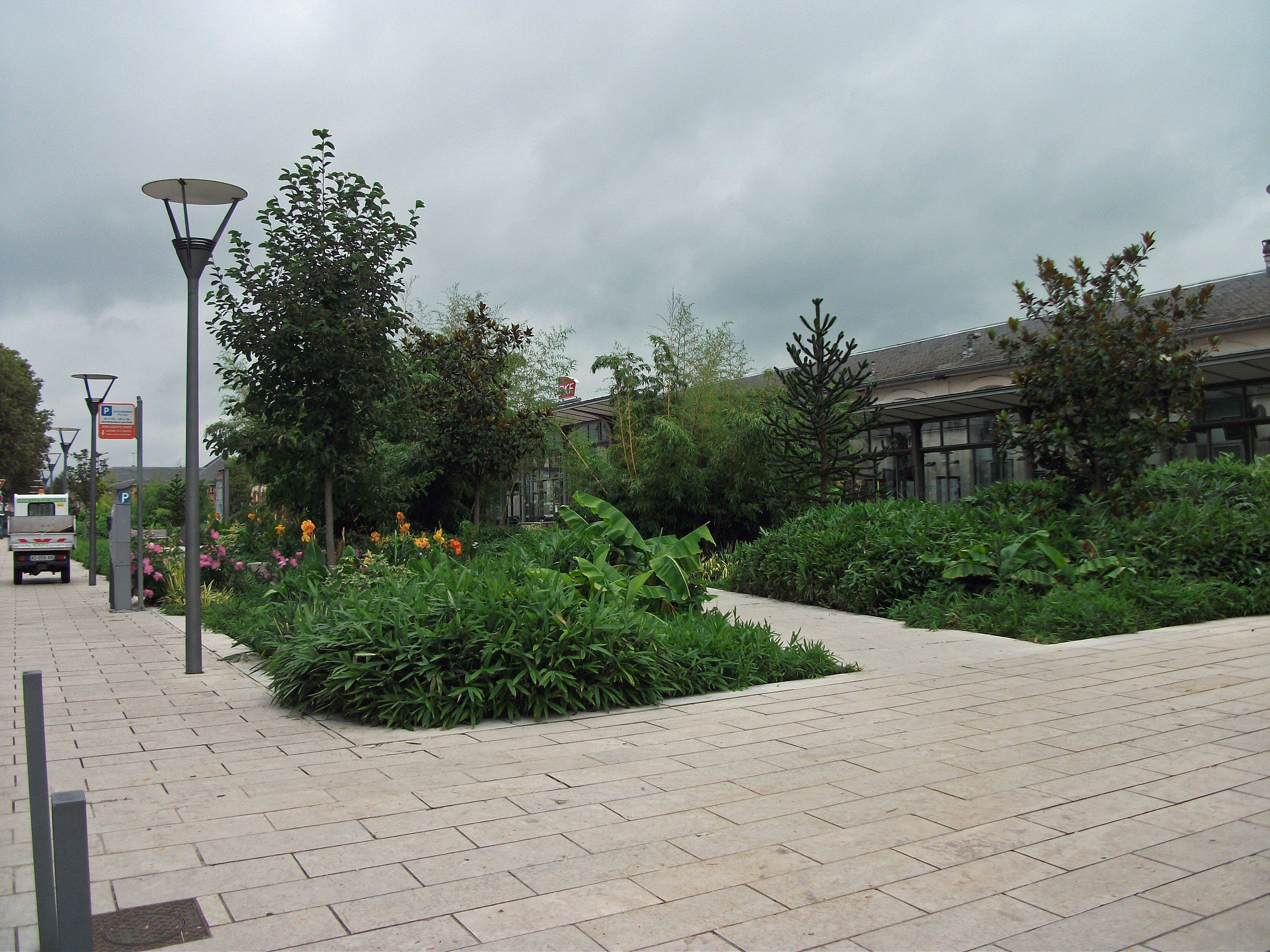
Plantations au sud du parvis.

Le projet a été financé par les quatre maîtres d'ouvrage avec la participation de l'Union européenne (FEDER), de l'État, de la région Auvergne et du département de l'Allier. Son coût de 13 064 607 € se répartit comme suit :
| Maître d'ouvrage et implication dans le chantier                                     | Coût         | Note       |
| ------------------------------------------------------------------------------------ | ------------ | ---------- |
| CA de Vichy Val d'Allier (gare routière, parvis et parkings courte et moyenne durée) | 3 116 740 €  | [ Note 3 ] |
| Ville de Vichy (réaménagement de la place de la Gare)                                | 1 905 947 €  | [ Note 4 ] |
| SNCF (rénovation et réhabilitation du bâtiment voyageurs)                            | 6 900 000 €  | [ Note 5 ] |
| RFF (passage souterrain)                                                             | 1 141 900 €  | [ Note 6 ] |
| Coût total                                                                           | 13 064 607 € |            |

Le pôle d'échanges intermodal a été inauguré le 26 juin 2009, marquant aussi la fin de la rénovation aussi bien de la gare elle-même que de son quartier, même si des aménagements ultérieurs vont renforcer la sécurité. Dans le quartier « Cœur de Ville – Jaurès – Victoria », celui du parvis de la gare, la rue de Paris a été réaménagée entre 2009 et 2011. L'intermodalité est renforcée le 19 février 2014 avec le déménagement du kiosque MobiVie de la place Charles-de-Gaulle vers la gare (espace de 80 m2), avec le lancement d'un service de location de vélos (classiques et à assistance électrique) et l'indication des prochains horaires de passage des bus urbains et autocars départementaux.
En 2012, la gare de Vichy a enregistré 1,2 million de voyageurs par an. 3 500 abonnés TER justifiaient de droits à réduction en 2013.

#### Après la rénovation
Plusieurs travaux de maintenance ont été réalisés après les travaux eux-mêmes de la gare, avec la rénovation des abris de quai en 2012, puis le Renouvellement Voie Ballast des quatre voies A, B, C et D en août 2012, des bandes d'éveil de vigilance en 2013, des écrans sur les quais et dans le hall puis de la signalétique en 2015.

Nouvelle signalétique et nouveaux écrans déployés en 2015
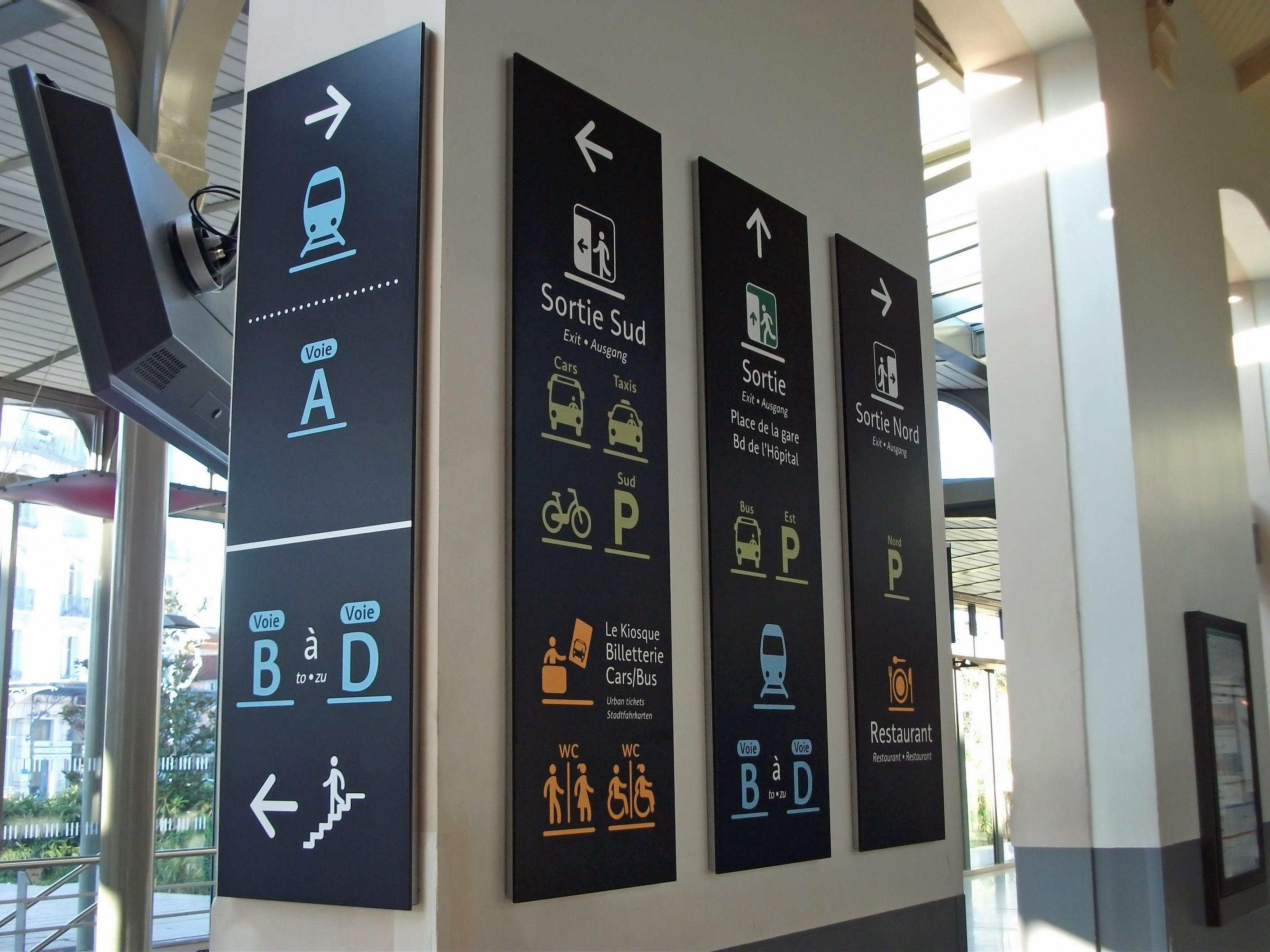
Nouvelle signalétique dans le hall de la gare.
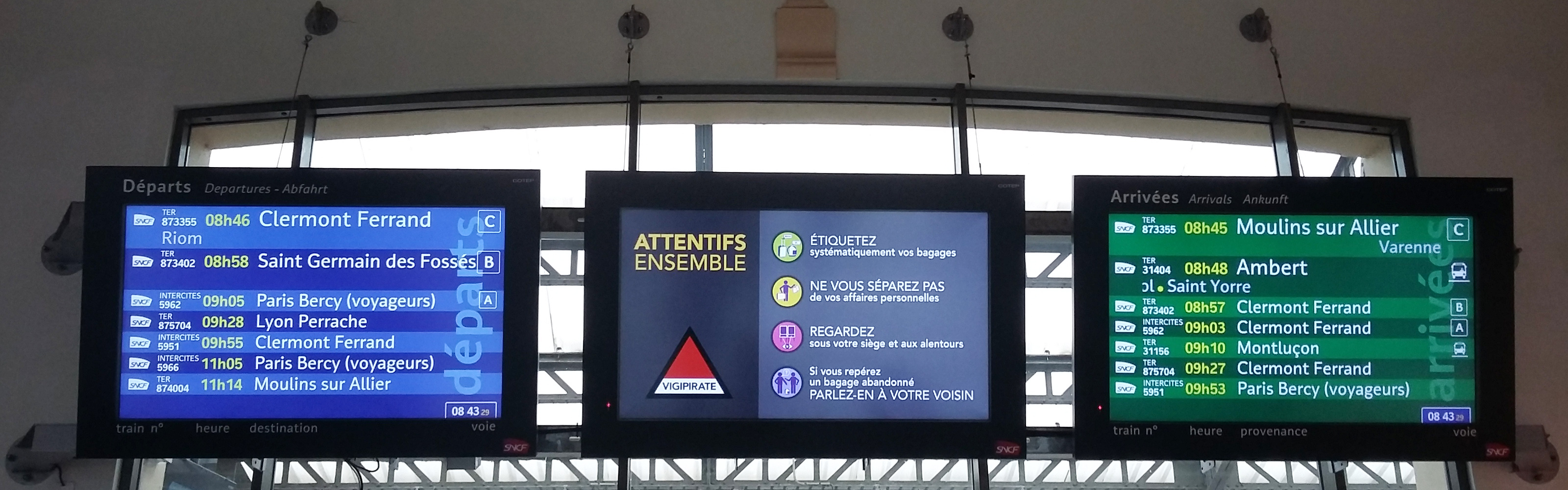
Ces trois écrans LCD dans le hall ont remplacé le grand tableau des départs.
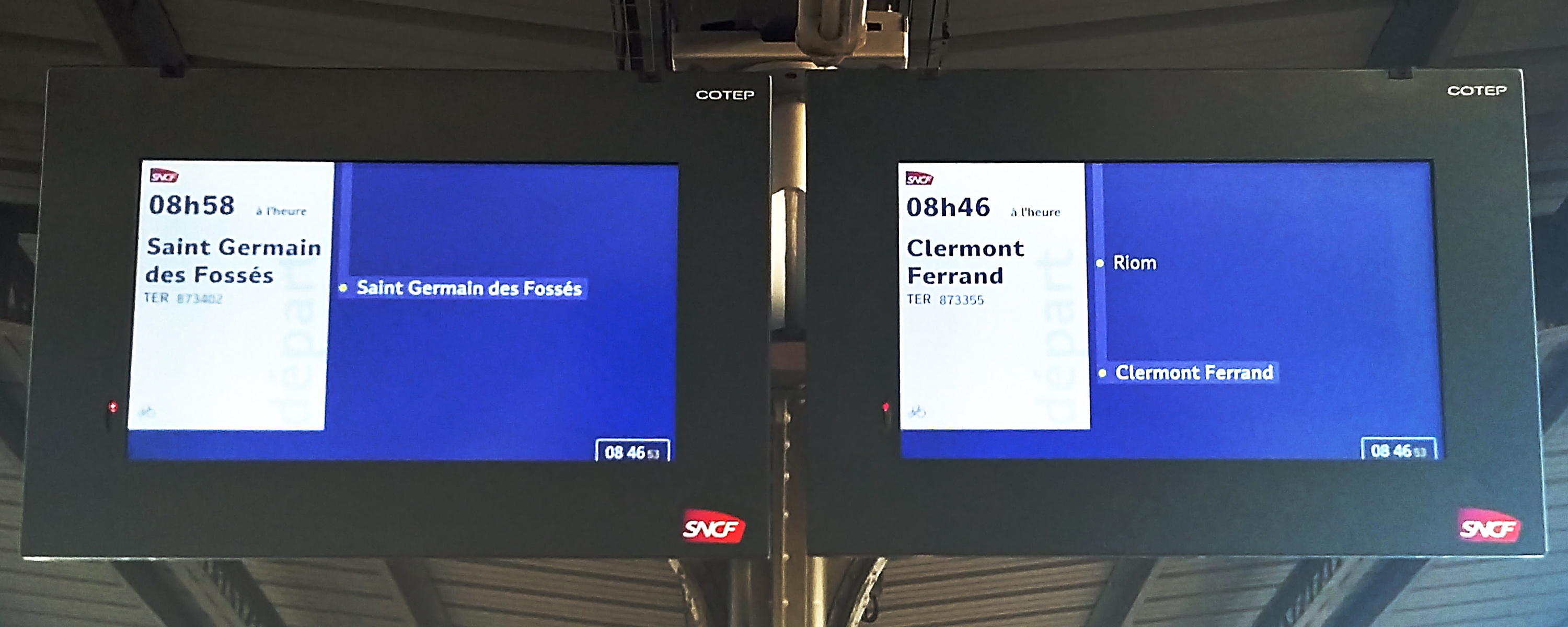
Écrans LCD sur les quais (voie B à gauche et C à droite).

#### Rénovation à l'arrière de la gare
En conseil municipal du 4 avril 2022, le maire de la ville, Frédéric Aguilera, a annoncé que des travaux devaient avoir lieu à l'arrière de la gare et aux alentours. Le parking situé derrière la gare sera agrandi et converti en parking silo (à étages),.
La passerelle sud de la gare, qui relie le quartier Denière – Hôpital au centre-ville, fermée depuis fin 2019 pour des raisons de sécurité en raison d'une corrosion importante, doit être rénovée. Une rénovation in situ (malgré la présence de la caténaire) ou un démontage complet sont envisagés. La municipalité envisage, par ailleurs, de créer un tiers-lieu culturel sur une partie de l'ancienne halle à marchandises.

### Fréquentation
En 2023, selon les estimations de la SNCF, la fréquentation annuelle de la gare est de 1 416 586 voyageurs.
La fréquentation de la gare de Vichy est indiquée dans le tableau ci-dessous (les chiffres de 2015 à 2023 sont des estimations SNCF) :
| Année     | 1998      | 2012      | 2015      | 2016      | 2017      | 2018      |
| --------- | --------- | --------- | --------- | --------- | --------- | --------- |
| Voyageurs | 370 000   | 1 200 000 | 1 265 848 | 1 218 692 | 1 295 030 | 1 193 916 |
| Année     | 2019      | 2020      | 2021      | 2022      | 2023      | —         |
| Voyageurs | 1 309 834 | 832 494   | 1 052 342 | 1 358 031 | 1 416 586 | —         |

## Service des voyageurs

### Accueil et services

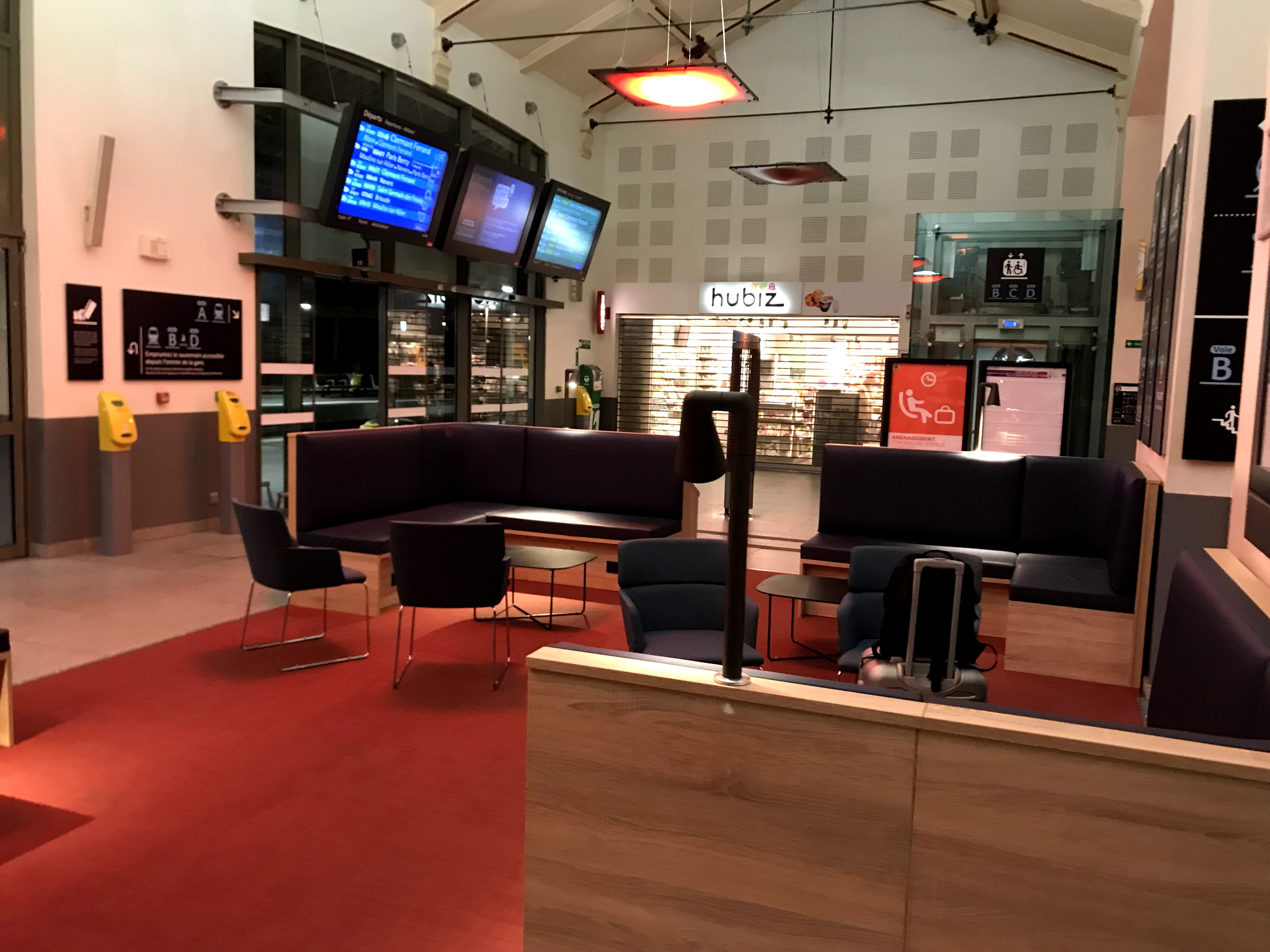
Nouvel espace d'attente ajouté en 2018.

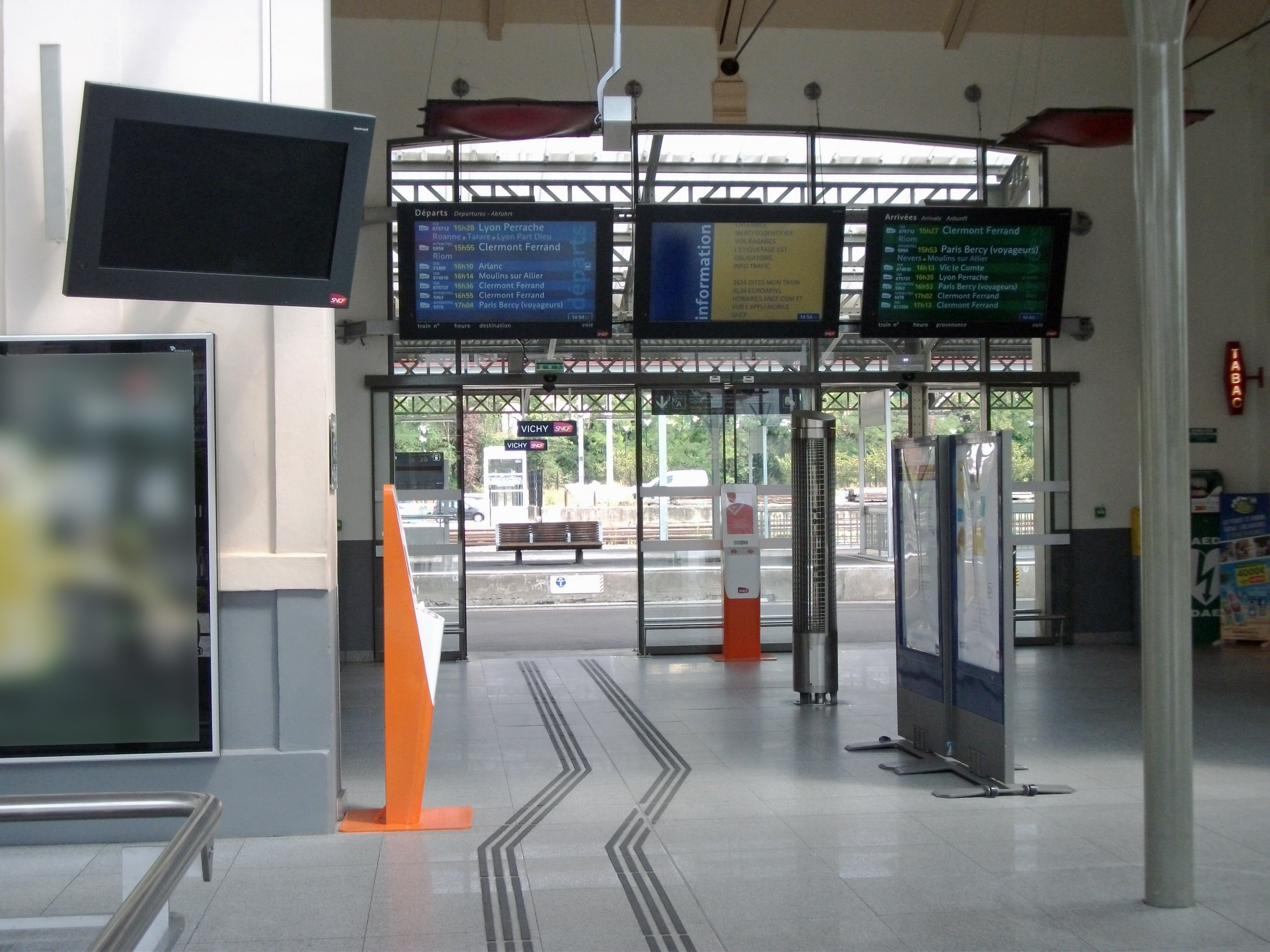
Hall de la gare depuis l'entrée principale. Les écrans ont été remplacés en avril 2015.

La gare de Vichy est ouverte 7 jours sur 7, du lundi au samedi de 5 h 30 à 22 h 50 et les dimanches et jours fériés de 8 h 25 à 22 h 50.
Il existe en gare à la disposition des voyageurs : un point presse et vente à emporter (Relay), une cabine photo, une boîte aux lettres ainsi qu'un photocopieur. En 2017, un distributeur automatique de billets de banque (Société générale), ainsi qu'une consigne de retrait de colis ont été installés.
Depuis mai 2012, cette gare propose le service Panier fraîcheur, où un producteur local vient en gare pour proposer des fruits et légumes aux voyageurs, les vendredis après-midi.
Il existe aussi deux bornes libre service et un distributeur de titres de transport TER.
Le Wi-Fi, déjà déployé par la ville, est proposé gratuitement et sans limitation de durée (contrairement au dispositif municipal) depuis le 15 juillet 2017.

#### Vidéoprotection du site
En 2017, la direction des gares d'Auvergne annonce l'implantation d'une trentaine de caméras de vidéoprotection dans les différentes parties de la gare (bâtiment voyageurs, quais, passage souterrain et accès au parking Est).

#### Accessibilité
La gare est accessible aux personnes à mobilité réduite depuis les travaux de rénovation menés entre 2007 et 2009 et surtout après la mise en service d'un ascenseur donnant sur les voies B et C en 2017 ; un service d'assistance est proposé.

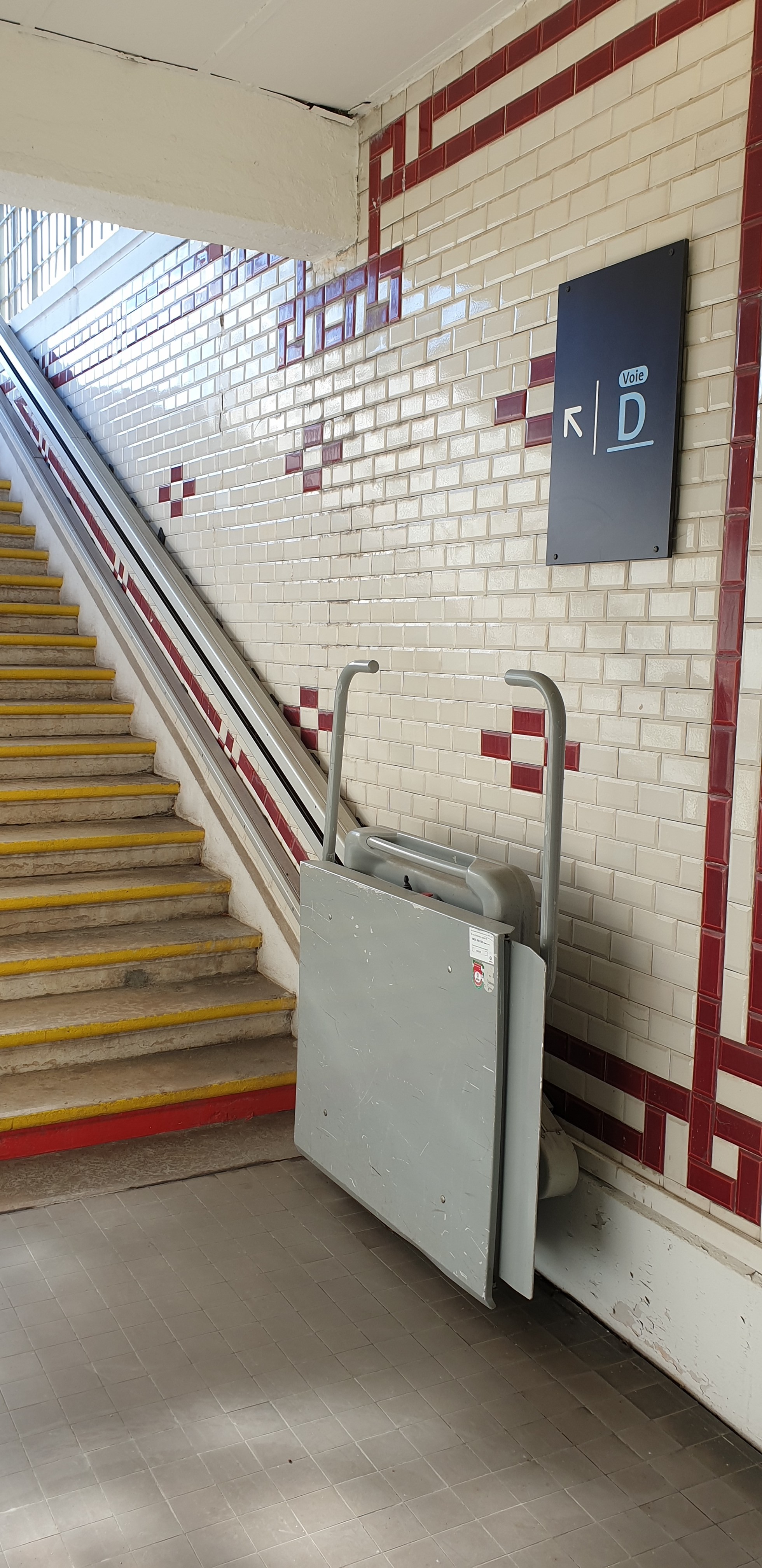
Monte-escalier dans le souterrain de la gare de Vichy pour l'accès à la voie D en janvier 2021.

Toutefois, jusqu'en 2017, l'intégralité de la gare n'était pas encore réellement accessible. En novembre 2011, la délégation départementale de l'Allier de l'Association des paralysés de France (APF) a examiné la gare et a relevé quelques lacunes, dont la plus importante est celle de l'accès au deuxième quai donnant sur les voies B et C. Les personnes en fauteuil roulant doivent utiliser un monte-escalier nécessitant la présence de personnel SNCF. Une étude de faisabilité a été commandée par la sous-préfecture, d'un montant de 51 100 €, associant la ville de Vichy, Vichy Val d'Allier, le conseil général de l'Allier, la SNCF et RFF, ce qui a été rendu possible. La direction des gares d'Auvergne a annoncé une accessibilité aux handicapés pour fin 2014 (coût 2,5 millions d'euros). Ces travaux sont repoussés « après 2016 […] en raison de chantiers plus urgents ».
La construction de l'ascenseur a nécessité la reconfiguration de l'entrée de l'escalier sud donnant sur le quai. Ces travaux, financés intégralement par SNCF Réseau, ont coûté 1,55 million d'euros. L'ascenseur a été mis en service en été 2017.

### Desserte
La gare de Vichy est desservie par la liaison Intercités de Paris à Clermont-Ferrand, à réservation obligatoire (ex-Téoz), à raison de sept allers et retours par jour en semaine.
Elle est également desservie par des trains TER Auvergne-Rhône-Alpes aux destinations suivantes :
- Clermont-Ferrand – Riom – Vichy – Saint-Germain-des-Fossés et Moulins-sur-Allier au nord (relation no 14 ; la relation no 15 est limitée à Vichy) ;
- Clermont-Ferrand – Riom – Vichy – Roanne – Tarare – Lyon-Part-Dieu et Lyon-Perrache (relation no 6).

Tout train à destination de Clermont-Ferrand dessert la gare de Riom - Châtel-Guyon et plus rarement Gerzat ; certains continuent vers Vic-le-Comte et même Brioude.
Les trains desservant la gare sont assurés en AGC (X 76500 et parfois B 81500 du TER Bourgogne-Franche-Comté sur l'aller-retour Montchanin et Dijon), en Régiolis, parfois en X 73500 ou X 72500.
Un jeudi ouvrable, la desserte TER de la gare de Vichy est la suivante, en 2014 :
- Moulins-sur-Allier (25 à 35 min) : 13 allers (A)/retours (R) ;
- Saint-Germain-des-Fossés (10 min) : 16 A/15 R ;
- Clermont-Ferrand (31 min) : 24 A/23 R ;
- Vic-le-Comte (55 min) : 8 A/4 R directs ;
- Brioude (1 h 40) : deux allers ;
- Lyon (Part-Dieu et Perrache) (2 h) : 7 A/R.

La relation de Vichy à Clermont-Ferrand était la plus fréquentée du réseau TER Auvergne avec un temps de parcours d'environ trente minutes permis par l'infrastructure des lignes traversées (vitesse maximale de 160 km/h en fonction des limitations techniques du matériel roulant).
Pour les dessertes ferroviaires, les trains sont reçus voie A (453 m de long), B ou C (470 m), plus rarement la voie D (291 m).

Trains desservant la gare de Vichy
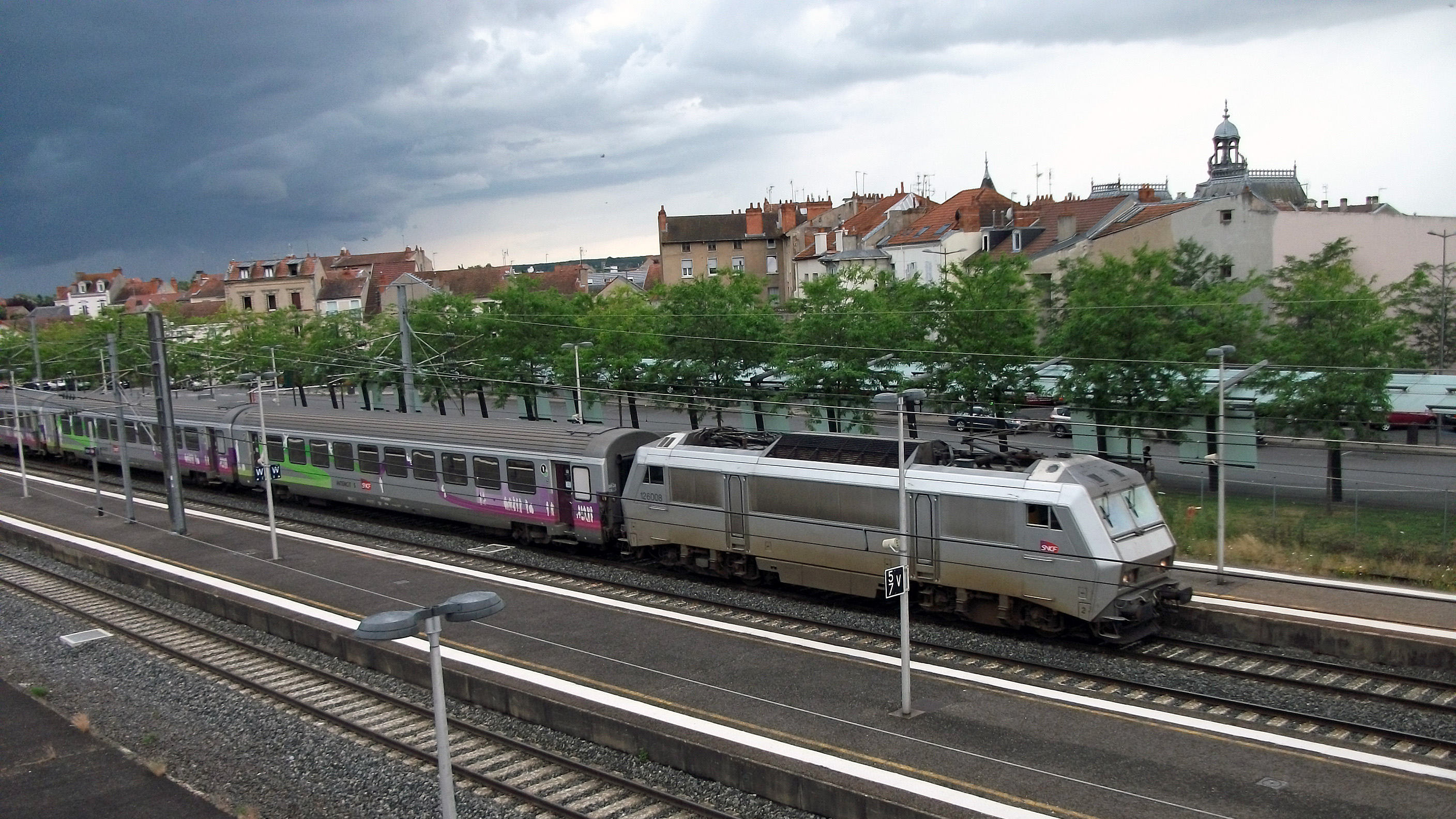
Un Intercités pour Paris tracté par une BB 26000, en 2014.
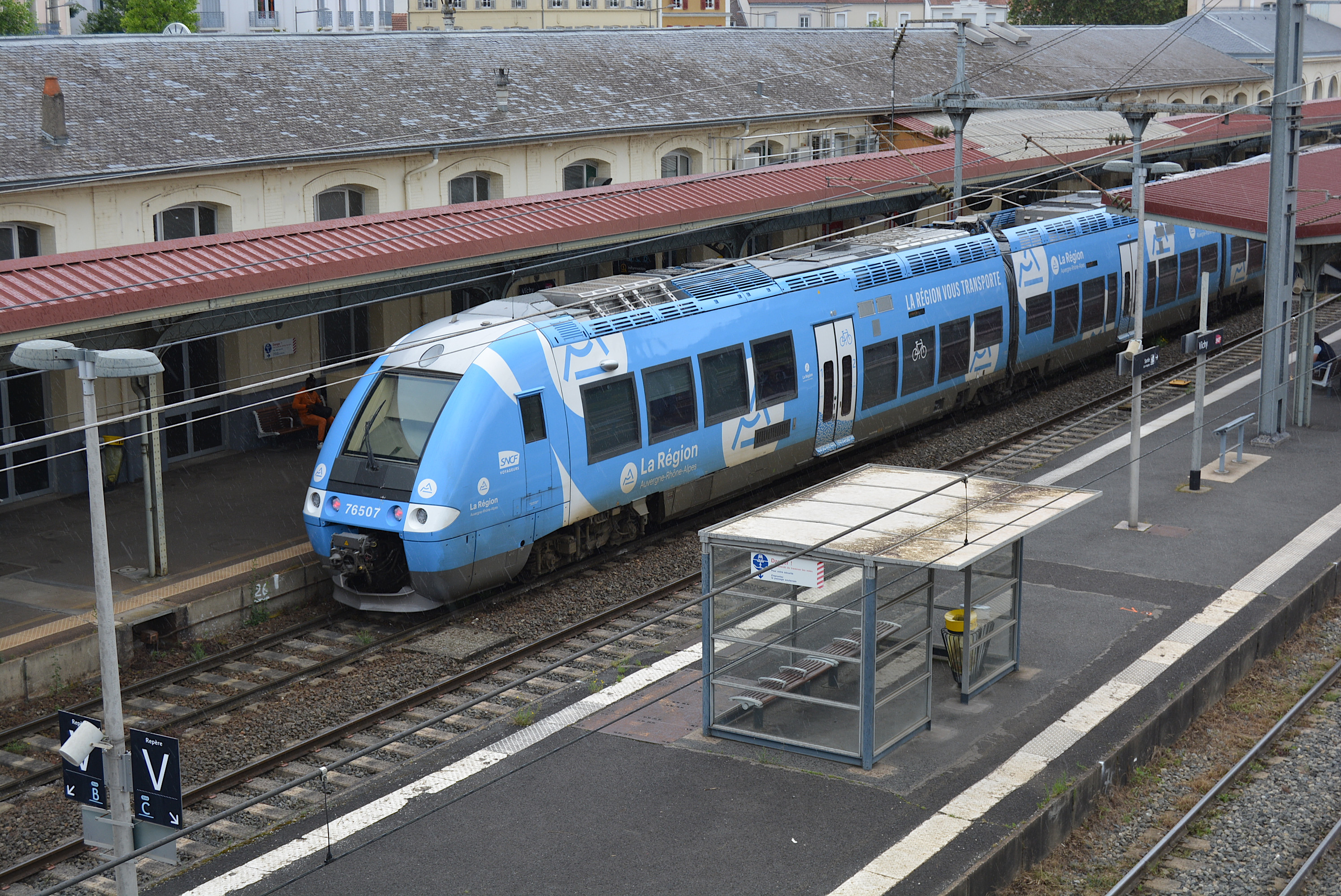
Un X 76500 sur la voie A, en 2024.
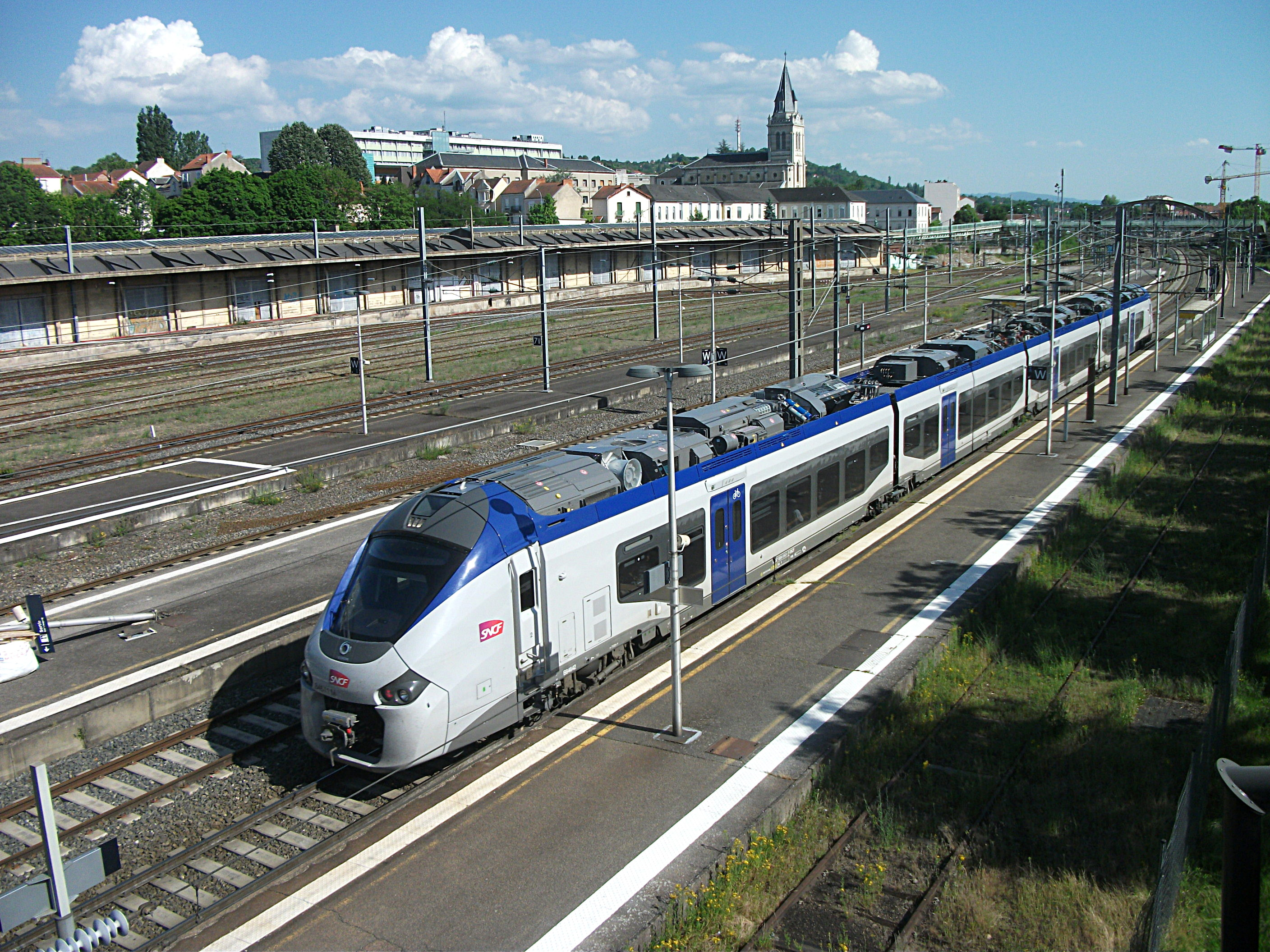
Un Régiolis quittant la gare, en 2017.

### Intermodalité

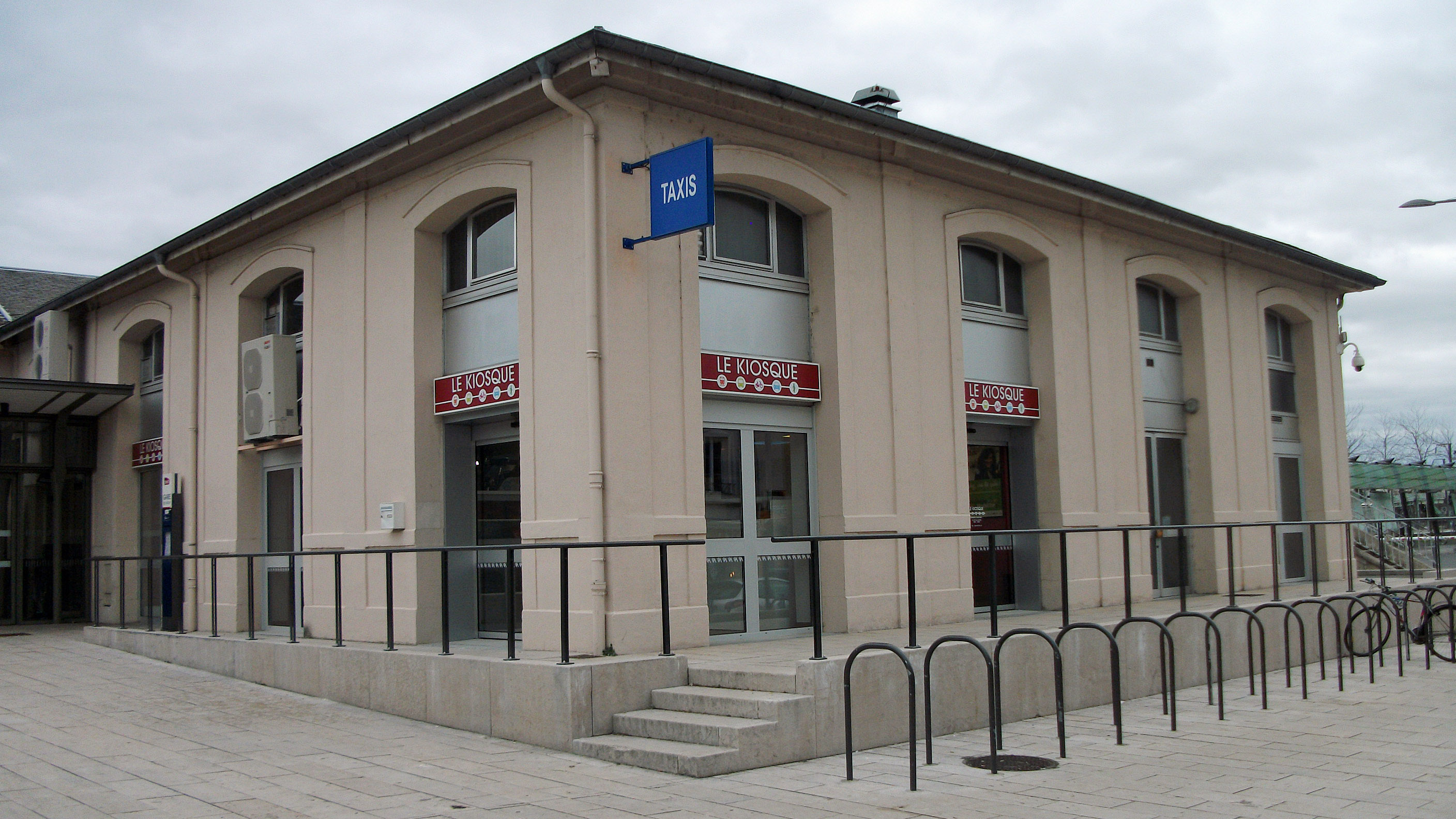
Kiosque MobiVie.

L'intermodalité a été renforcée avec la création du pôle d'échanges intermodal et l'inauguration du kiosque, au sud de la gare, le 20 février 2014,.

#### Transports urbains
Il existe trois quais « Gare SNCF », comprenant un abri, un banc et une poubelle. Sur les voies réservées aux bus, deux quais sont surélevés de part et d'autre des passages piétons, accessibles aux personnes à mobilité réduite : côté gare et côté rue de Paris. Un troisième quai existe sur la rue de Paris. Six des huit lignes du réseau MobiVie desservent la gare SNCF du lundi au samedi :
- ligne A : Creuzier-le-Vieux (Collège Jules-Ferry) – Cusset (Centre) ;
- ligne B : Bellerive-sur-Allier (Collège Jean-Rostand / Du Bellay / Stade Aquatique) – Vichy (Côte Saint-Amand) ;
- ligne C : Cusset (Cours Arloing) – Bellerive-sur-Allier (Stade Aquatique) ;
- ligne D : Creuzier-le-Vieux (Les Arloings / Les Guinards) – Cusset (Chantegrelet) – Vichy (Les Bourins) – Abrest (Les Biernets) ;
- ligne E : Cusset (Desorges - Gravier / Meunière / Centre) – Vichy (Les Ailes) ;
- ligne G : Vichy (Gare SNCF) – Hauterive (Bioparc), celle-ci ne fonctionnant pas le samedi.

Les lignes A et B fonctionnent aussi les dimanches et les jours fériés.

Arrêts de bus « Gare SNCF »
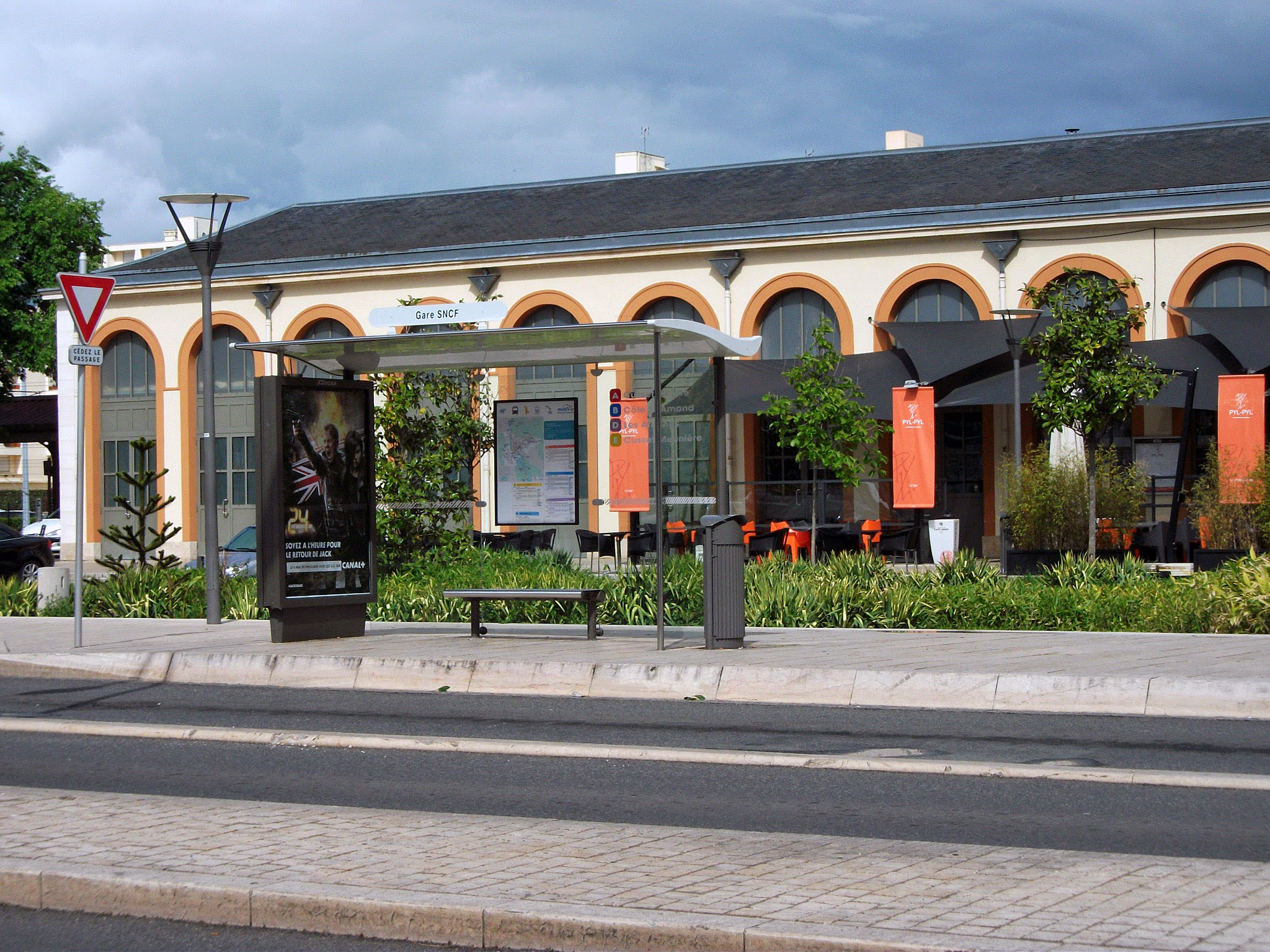
Côté gare.
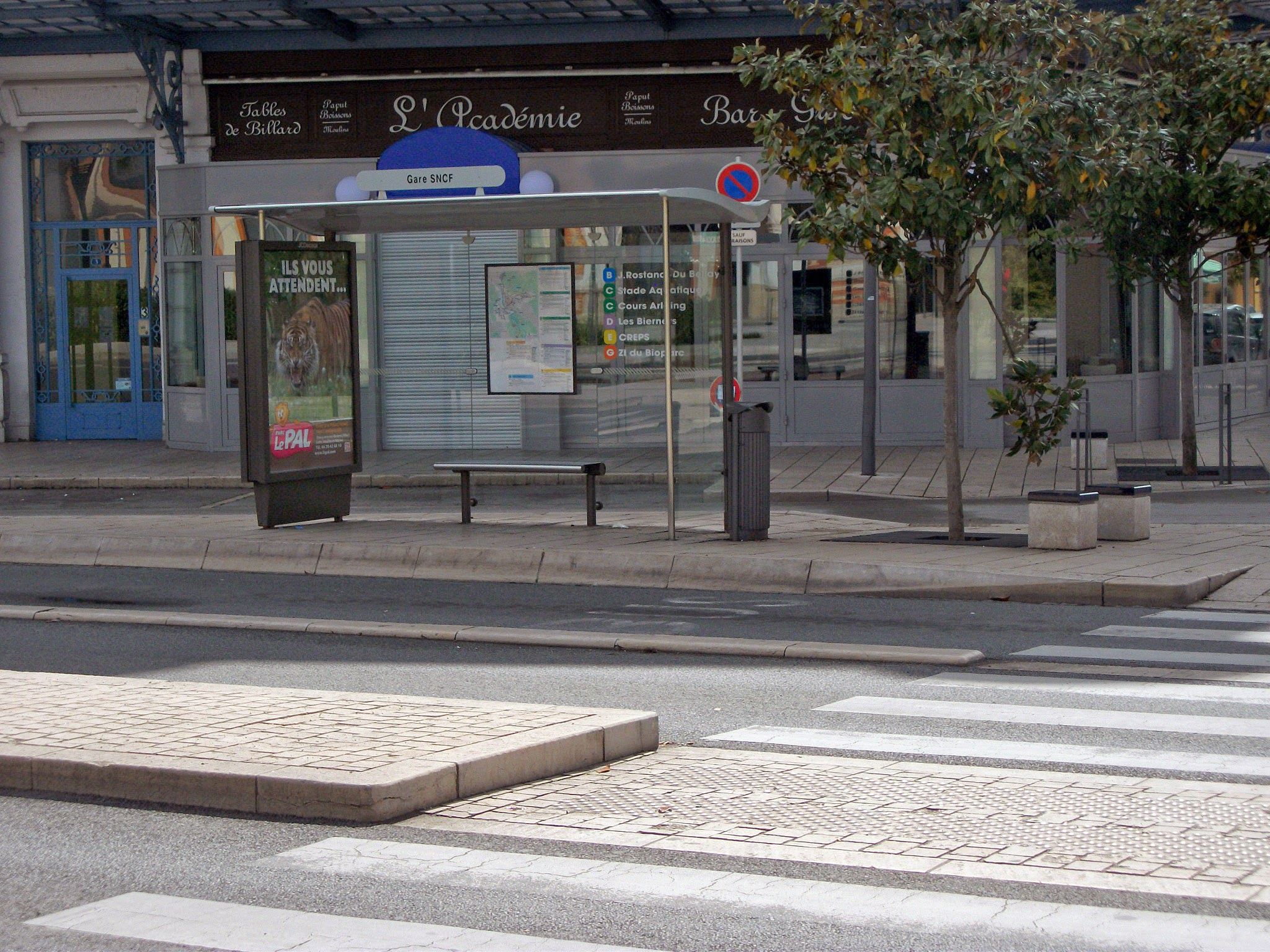
Côté rue de Paris.
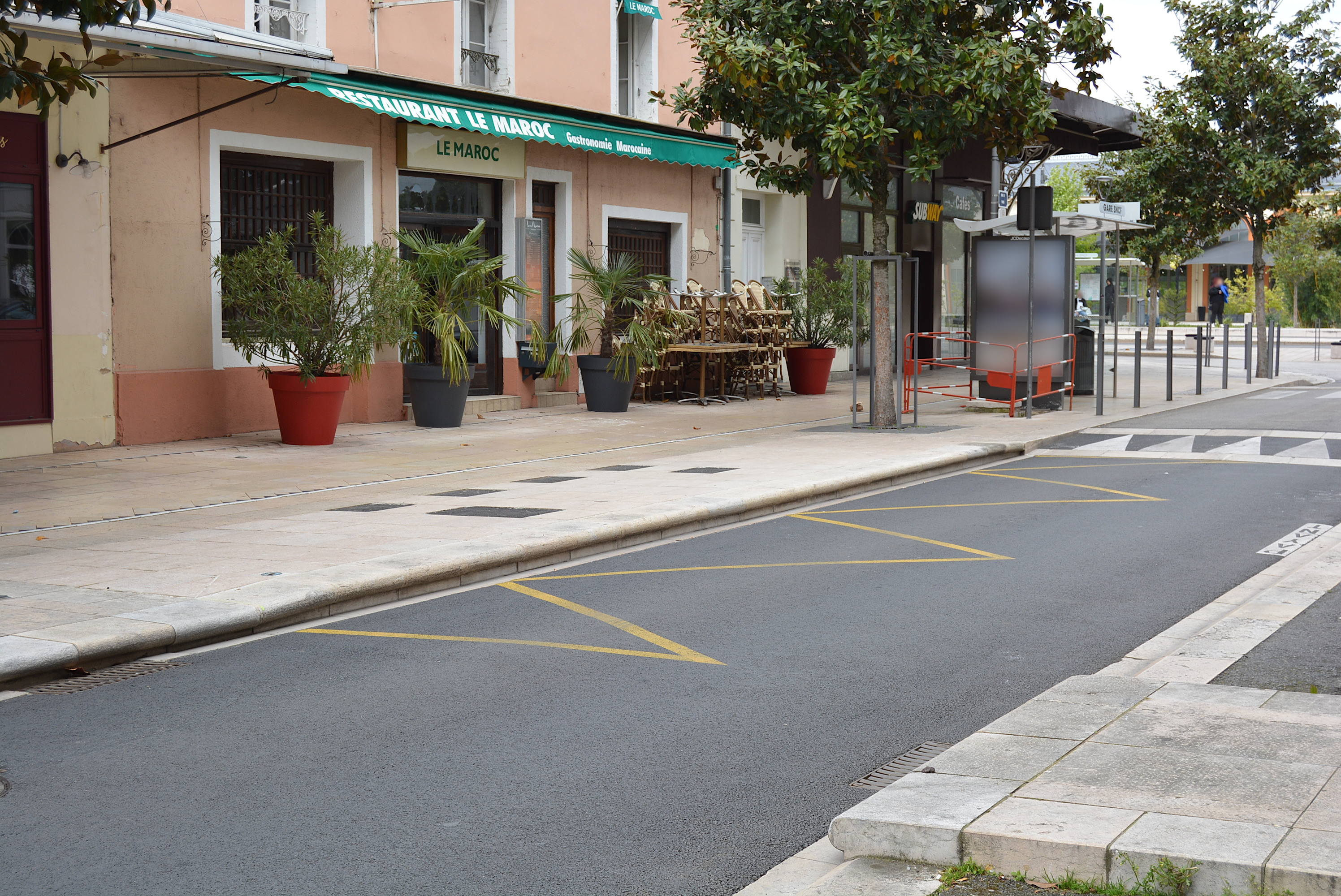
Rue de Paris.

#### Transport à la demande

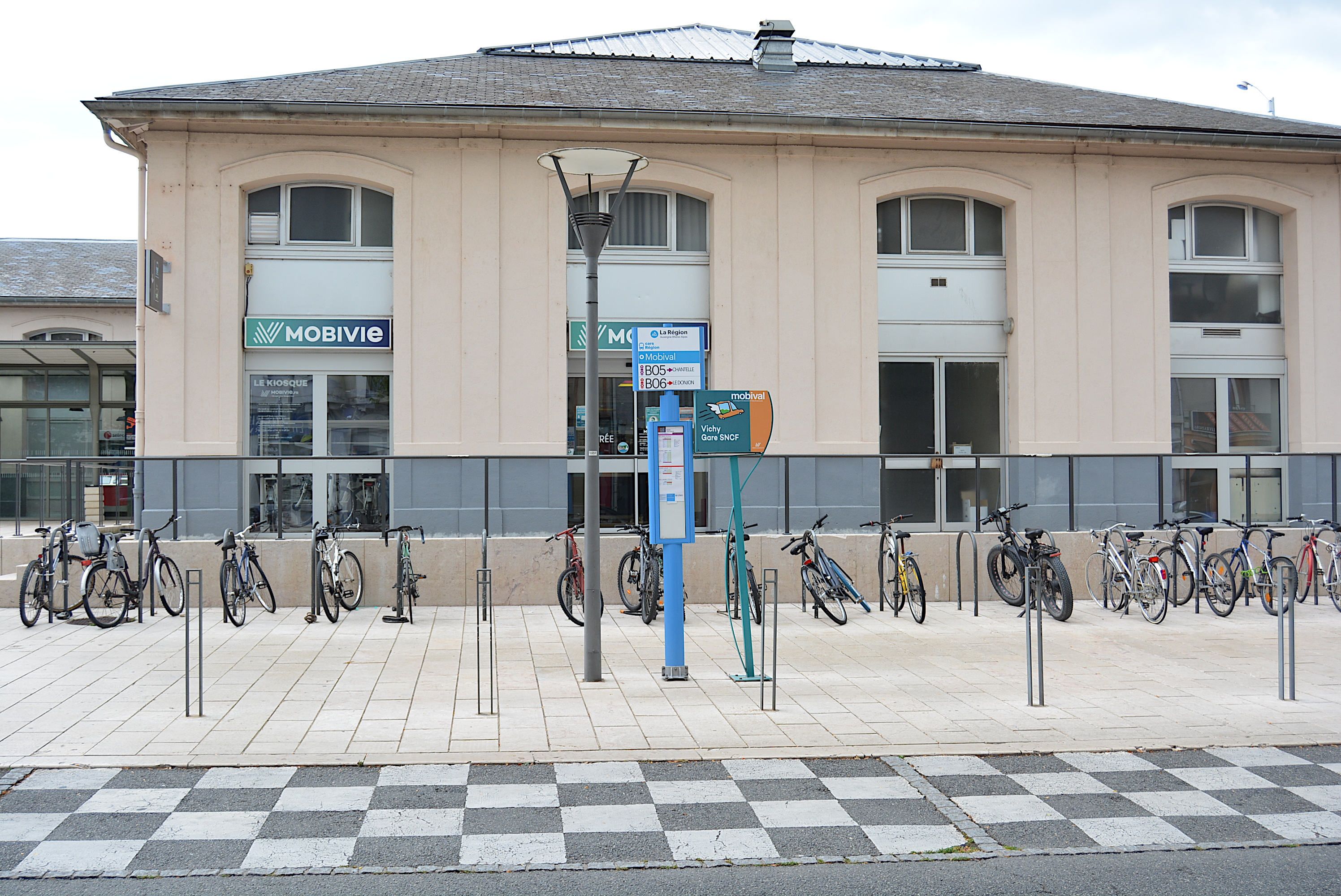
Zone réservée au transport à la demande, devant le kiosque, en 2022.

Le service MobiVie sur mesure prend en charge les voyageurs souhaitant rallier la gare de Vichy en soirée, sur réservation. Les transports urbains s'arrêtant à 20 h, cette offre est proposée en soirée à 21 h 10 (du lundi au vendredi) et 22 h (le vendredi), à destination de onze arrêts répartis à Bellerive-sur-Allier, Vichy et Cusset.
Le service Mobival permet, sur réservation téléphonique, de rallier la gare SNCF de Vichy (point d'arrêt : avenue des Célestins, devant le kiosque) à une commune de la communauté d'agglomération. Des places leur sont réservées devant le kiosque.

#### La gare routière

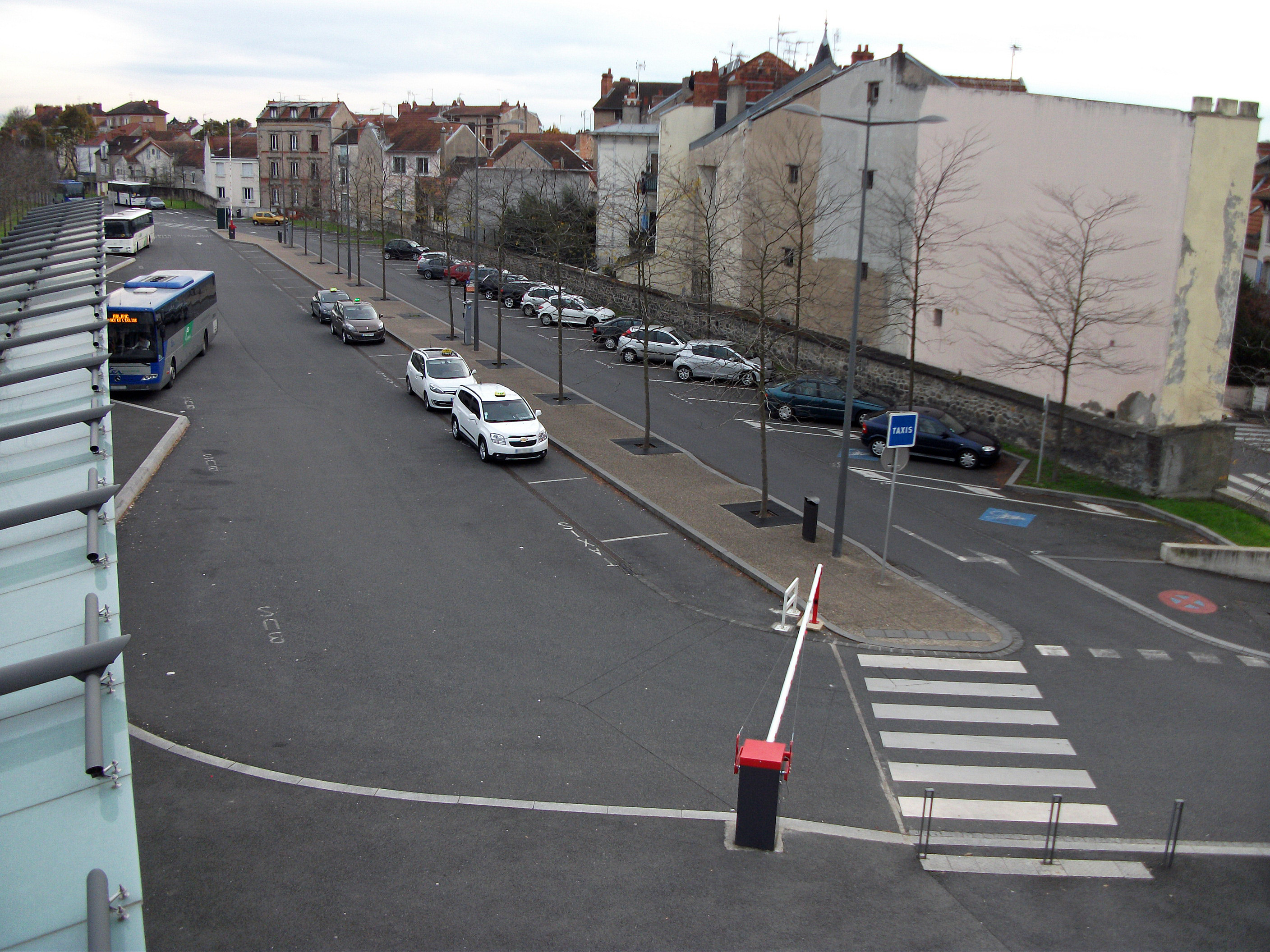
Vue générale de la gare routière en novembre 2014.

Depuis la rénovation du « quartier », la gare routière est déplacée au sud du bâtiment voyageurs. Les autocars et les taxis peuvent stationner en toute sécurité grâce à un accès contrôlé, ce qui supprime les conflits. Les autres véhicules circulent sur la file de gauche, au gabarit une voie, où est aménagé un simple parking payant.
La gare est desservie par six lignes de bus de deux réseaux Cars Région :
- réseau Cars Région Allier :
  - ligne B02 : Vichy – Montluçon,
  - ligne B05 : Vichy – Gannat – Bellenaves,
  - ligne B06 : Vichy – Lapalisse – Le Donjon ;
- réseau Cars Région Puy-de-Dôme :
  - ligne P03 : Vichy – Thiers – Ambert – Arlanc,
  - ligne P28 : Joze – Maringues – Vichy,
  - ligne P55 : Puy-Guillaume – Châteldon – Vichy.

Au vu de la loi NOTRe de 2015, qui confie la gestion des transports non urbains (réguliers et à la demande) à la région Auvergne-Rhône-Alpes depuis le 1er janvier 2017, la ligne régulière F du réseau Trans'Allier (ancien nom du réseau du département de l'Allier) reliant Vichy au Mayet-de-Montagne a été transférée à la communauté d'agglomération Vichy Communauté par délibération du conseil communautaire du 20 décembre 2017.

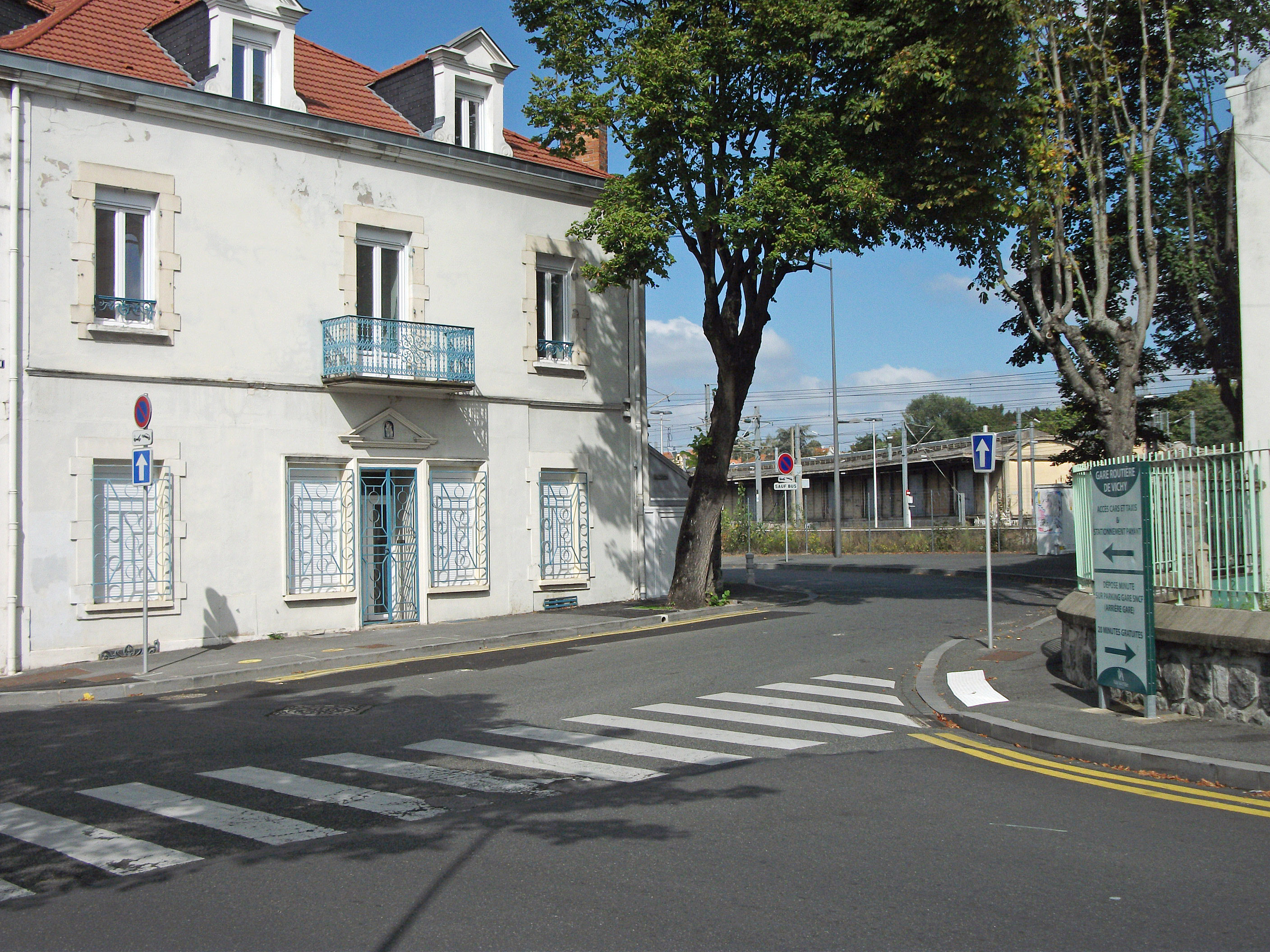
Entrée discrète de la gare routière en septembre 2014.
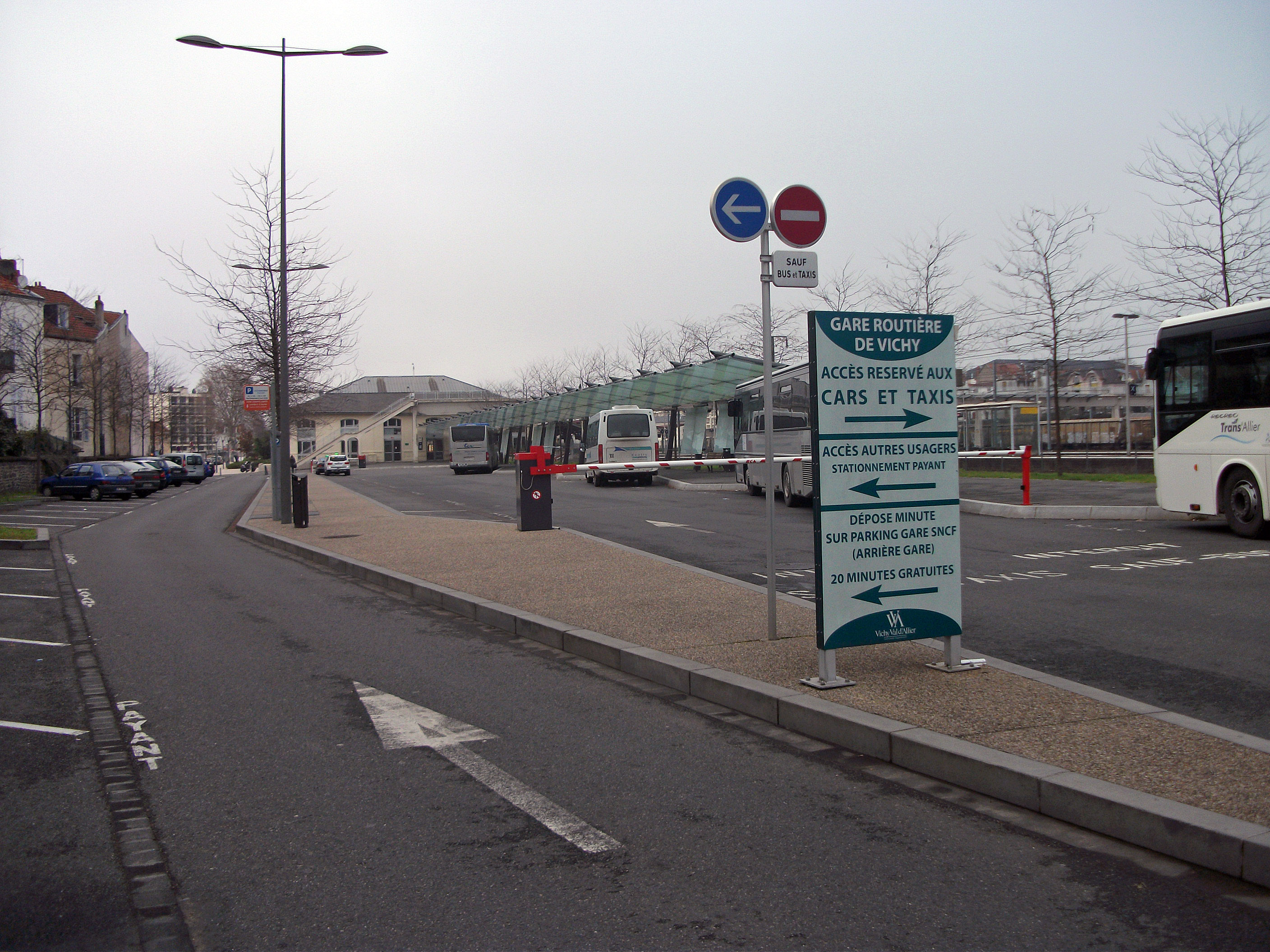
La zone réservée aux bus et aux taxis est à droite.

#### Parcs de stationnement
Il existe trois parkings payants pour les véhicules, créés à la suite des travaux de rénovation de la gare : un parking Nord (28 places matérialisées), et un parking Sud (33 places dont deux réservées aux handicapés), accessible par l'entrée de la gare routière. De l'autre côté des voies, un parking Est, géré par EFFIA, d'une capacité de plus de 250 places (dont six réservées aux handicapés et trois aux véhicules électriques), permet également la dépose-minute.

#### Services pour les vélos
L'ancienne communauté d'agglomération de Vichy Val d'Allier a lancé un service de location de vélos (Vivélo) le 19 février 2014. Une aire de location, abritée, protégée et à deux niveaux, a été construite immédiatement à la sortie sud du bâtiment voyageurs de la gare, offrant quarante places de stationnement pour les vélos. Quarante autres vélos sont aussi disponibles dans le kiosque. La location est gratuite la première heure et la grille tarifaire dépend du mode de traction du vélo (classique ou à assistance électrique), moyennant une caution. Les équipements de sécurité sont fournis. Le stationnement des vélos personnels est possible en dehors des heures d'ouverture du service, 7 jours sur 7 et 24 heures sur 24.
Des parkings, non abrités, pour les vélos ont été aménagés près de la gare (dix arceaux soit vingt places) et devant le kiosque (vingt arceaux soit quarante places). Un parking vélos en libre-service est également présent sur le parvis de la gare.

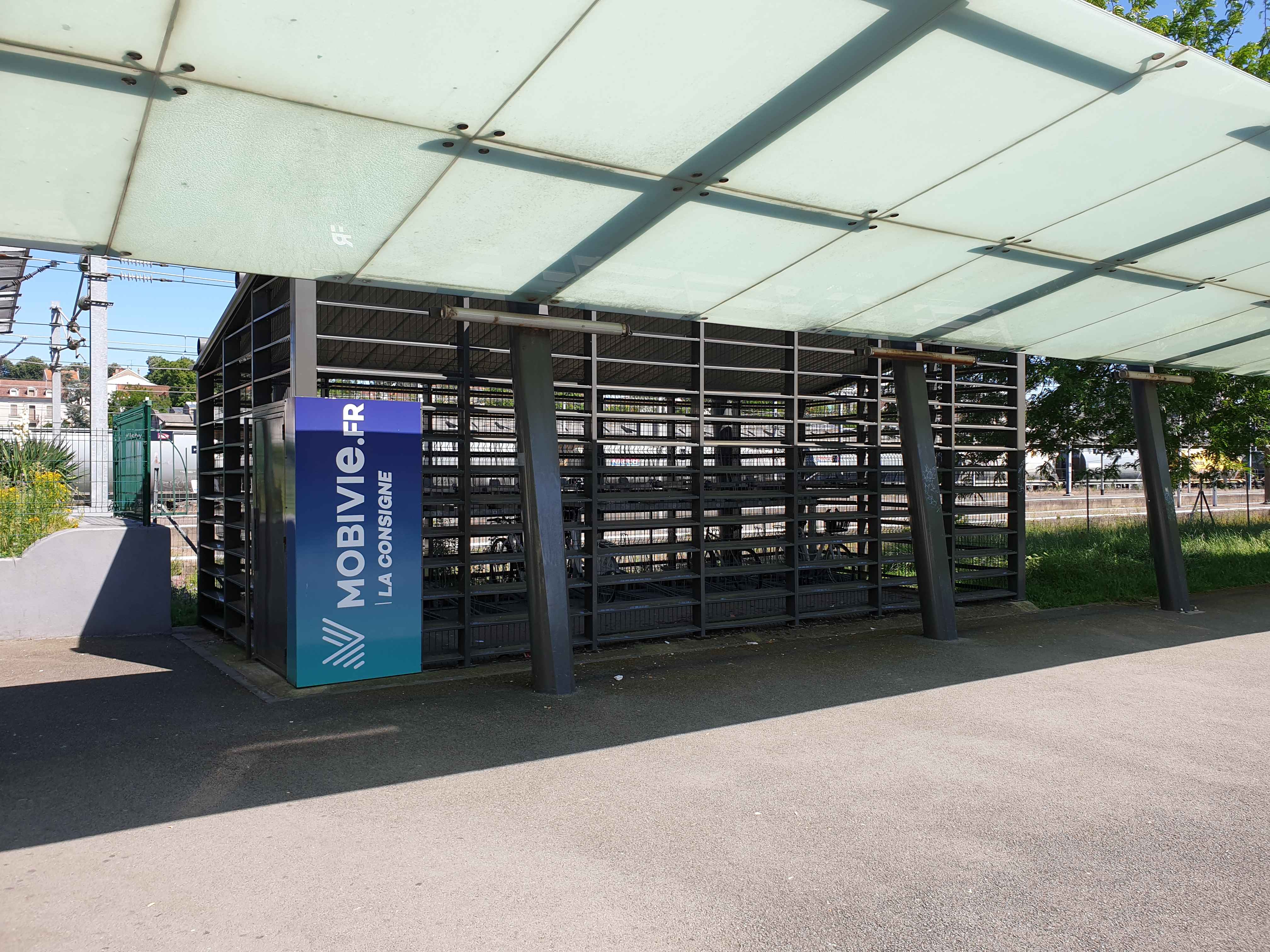
Parking vélos sécurisé au sud du bâtiment voyageurs.
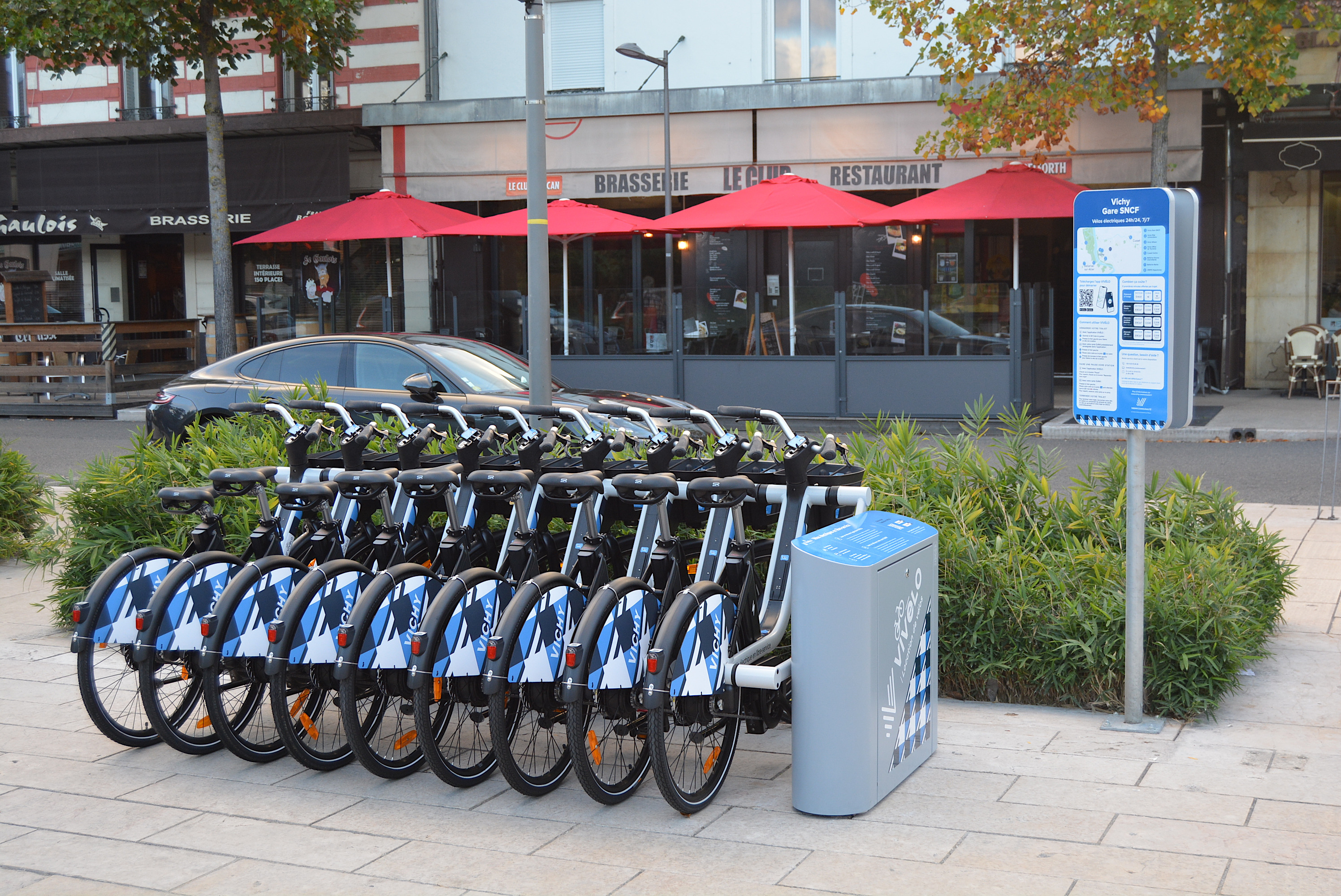
Station Vivélo Gare SNCF.

## Service des marchandises

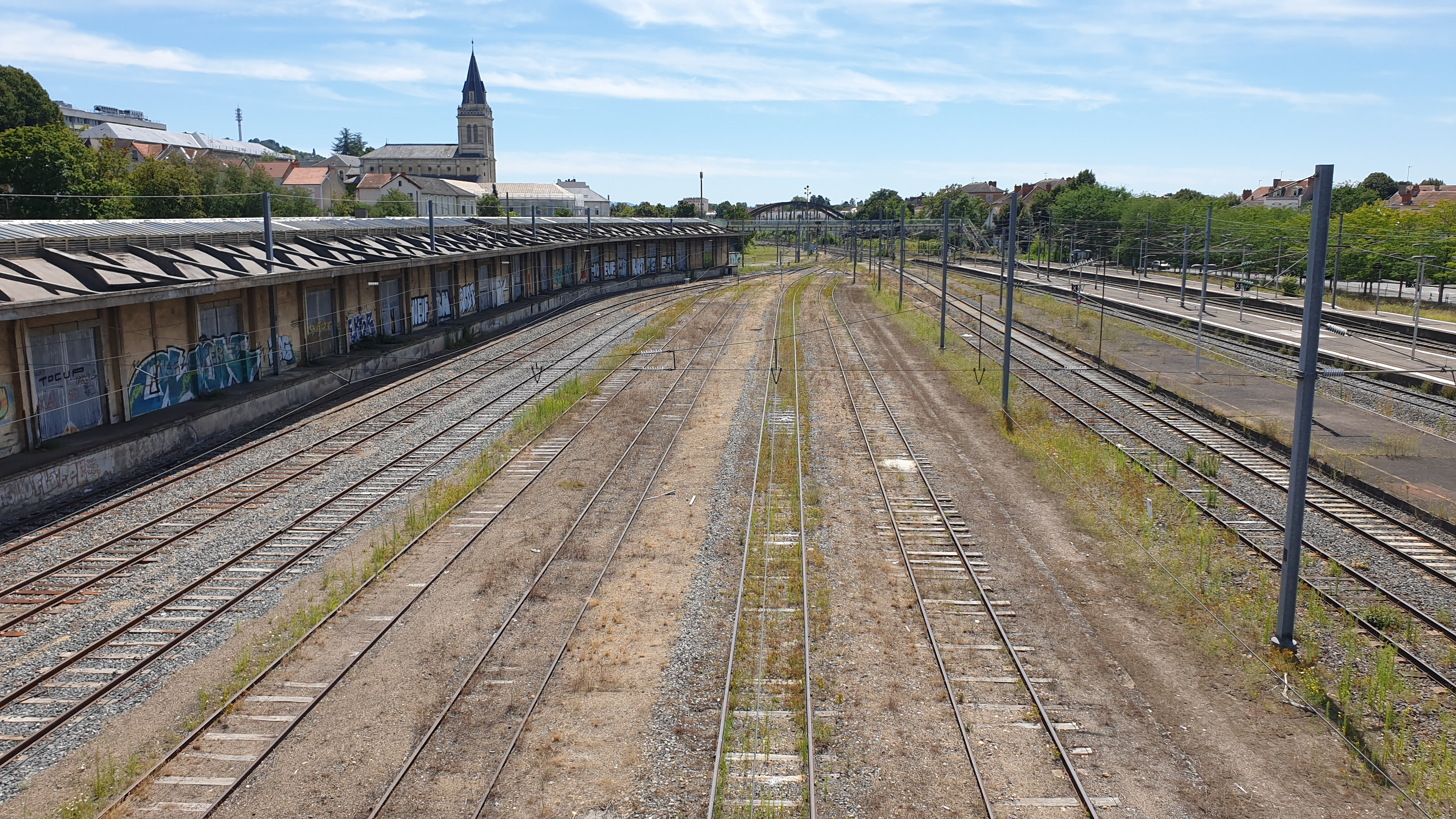
Vue de l'ancien bâtiment marchandises depuis la passerelle.

Le service des marchandises a été assuré dans cette gare[précision nécessaire], qui a notamment accueilli des trains de ballast provenant des carrières des Malavaux à Cusset, utilisés pour les chantiers des lignes à grande vitesse et des autoroutes. Les carrières sont reliées au réseau ferré en 1916.

## Dans la culture
En 2025, des scènes du film L'Affaire Bojarski, de Jean-Paul Salomé, sont tournées à la gare. Reda Kateb incarne Jan Bojarski, célèbre faussaire contrefacteur de billets de banque dans la France des années 1943 à 1964. Un quai, qui « constitue le décor de quatre gares différentes », doit être neutralisé « pour les besoins de la narration » (le film est également tourné à l'Aletti Palace et au centre culturel Valery-Larbaud).